# Danh sách giáo hoàng

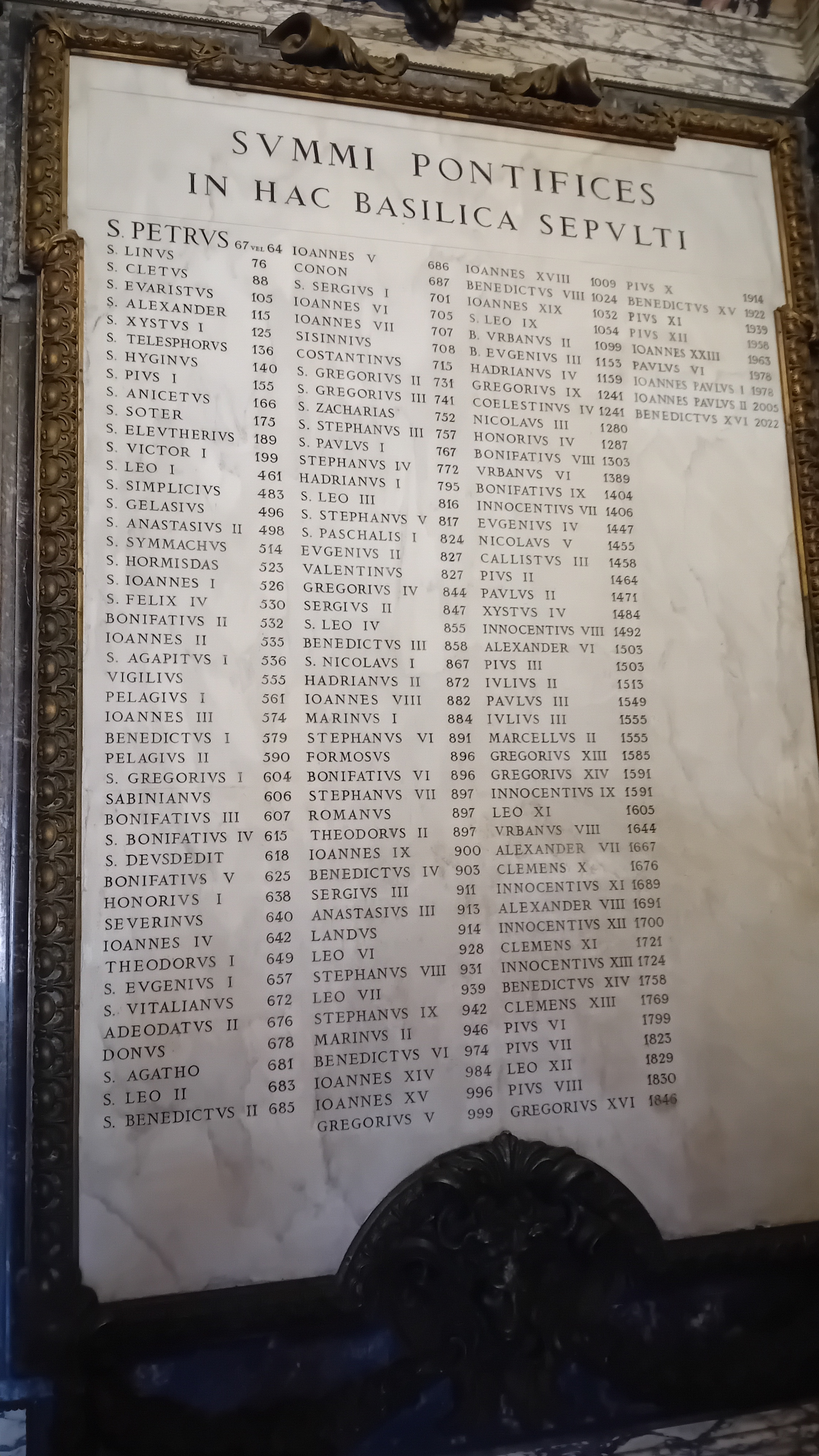
Bia tưởng niệm các Giáo hoàng được chôn cất tại Vương cung thánh đường Thánh Phêrô.

Danh sách các Giáo hoàng tại đây dựa vào niên giám Annuario Pontificio được Vatican ấn hành hàng năm. Theo niên giám, cho đến nay đã có 267 triều đại Giáo hoàng của Giáo hội Công giáo Rôma, và hiện tại là triều đại của Giáo hoàng Lêô XIV. 
Có một vị được chọn vào năm 752 (Stêphanô II) nhưng vì mất đột ngột sau đó 3 ngày, trước khi được tấn phong Giám mục, nên đã bị loại tên khỏi niên giám kể từ năm 1961.
Ấn bản năm 2001 đang được dùng phổ biến hiện nay của Annuario Pontificio đã giới thiệu với gần 200 sửa chữa về tiểu sử của các Giáo hoàng. Khởi đầu từ Thánh Phêrô, vị Giáo hoàng đầu tiên, cho đến Giáo hoàng Gioan Phaolô II. Các sự điều chỉnh này liên quan đến ngày tháng, nơi sinh, tên gia đình của từng vị Giáo hoàng. Thuật ngữ Giáo hoàng (tiếng Latinh: papa, tiếng Hy Lạp: πάππας pappas) là vị Giám mục của Giáo phận Rôma, lãnh đạo của Giáo hội Công giáo toàn thế giới. Theo quan điểm của Giáo hội Công giáo, Giáo hoàng là người kế vị Thánh Phêrô - tông đồ trưởng của Chúa Giêsu. Thời gian tại chức của một Giáo hoàng được gọi là "triều đại Giáo hoàng" và thẩm quyền của ông đối với Giáo hội thường được gọi là "quyền Tông tòa" ("papacy") mà thực thể đại diện quyền lực đó gọi là Tòa Thánh (tiếng Latinh: Sancta Sedes), dựa trên truyền thống Giáo hội cho rằng đó là chiếc ngai tòa của Thánh Phêrô và Thánh Phaolô khi tử đạo tại Roma.
Một số Giáo hoàng trong danh sách này đã được Giáo hội Công giáo Rôma công nhận là Thánh, trong số 40 vị Giáo hoàng đầu tiên, đã có 35 vị được Tuyên thánh liên tiếp. Tông hiệu được nhiều Giáo hoàng lựa chọn nhất là Gioan, lên đến 21 vị (Gioan XXIII. Vì một số nhầm lẫn với Ngụy Giáo hoàng Gioan - người được đánh số XVI, và Gioan XX đã bị bỏ qua nên chỉ có 21 vị nhưng đánh số đến 23). Có hai vị Giáo hoàng đã được trao tặng danh hiệu Tiến sĩ Hội Thánh là Giáo hoàng Grêgôriô I và Giáo hoàng Lêô I. Trung bình, triều đại một Giáo hoàng kéo dài khoảng 7,4 năm. Bắt đầu từ giữa năm 33, là triều đại đầu tiên với Giáo hoàng là Thánh Phêrô cho đến năm 2013, khi kết thúc của triều đại Giáo hoàng Biển Đức XVI thì tổng cộng là 1980 năm. Các niên giám về Giáo hoàng đã công nhận có tổng cộng 267 triều đại Giáo hoàng của 265 vị Giáo hoàng khác nhau (riêng Giáo hoàng Biển Đức IX tại vị từ năm 1032 đến 1044, tháng 4 đến tháng 5 năm 1045, và từ năm 1046 đến 1047 nên ông được niên giám xác nhận là có 3 triều đại. Tên của ông được liệt kê ở vị trí thứ 145, 147 và 150 trong danh sách Giáo hoàng).
Ngụy giáo hoàng được định nghĩa là một người mạo nhận là đứng đầu Tòa thánh, chống lại Giáo hoàng đã được bầu lên theo đúng giáo luật. (It. Antipapa được gộp từ Anti, chống + papa, Giáo hoàng). Có một số Giáo hoàng đối lập xuất hiện trong thời kỳ sơ khai của Giáo hội Công giáo Rôma. Trong số các vị còn lại, rải rác từ thế kỷ III cho đến đầu thế kỷ XV, có người rút lui trong một ngày, có người một tháng, có người lâu dài. Đa số vì hiểu lầm, nhưng ảnh hưởng chính trị và hoàn cảnh của thời xưa (đế quốc và phong kiến) cũng đóng một vai trò quan trọng. Trong quá khứ, một Ngụy giáo hoàng thường nhận được một sự hỗ trợ đáng kể của các Hồng y và các vương quốc. Tuy nhiên các Ngụy giáo hoàng thường chỉ có một nhóm nhỏ tin tưởng và phục tùng, giống như các Ngụy giáo hoàng Sedevacantist hiện đại, và do đó họ đã bị bỏ qua trong danh sách.

## Thiên niên kỷ thứ nhất (1 - 1000)

### Lên ngôi trong thế kỉ 1 (từ năm 30 (?) đến năm 100)
| STT | Thời gian                  | Ảnh       | Tông hiệu Latinh • Việt    | Tên thật                                           | Nơi sinh                          | Đặc điểm nổi bật |
| --- | -------------------------- | --------- | -------------------------- | -------------------------------------------------- | --------------------------------- | --- |
| 01  | Năm 30? - Năm 67? (37 năm) | Peter     | PETRUS Thánh Phêrô         | Simon (שמעון בן יונה) Simeon Kephas (Σιμηον Κηφασ) | Bethsaida, Galilea, Đế quốc La Mã | Ông là một trong 12 Tông đồ của Chúa Giêsu. Được nhận quyền lãnh đạo tối cao trong Giáo hội từ chính Chúa Giêsu Kitô để chuyển giao cho những người kế vị, đồng thời thiết lập luật lệ cho Giáo hội sơ khai. Ông bị bắt và xử đóng đinh vào thập giá, tuy vậy ông đã xin được đóng đinh vào thập giá lộn ngược vì nghĩ không xứng đáng chết như Thầy mình. Giáo hội Công giáo suy tôn ông là một vị thánh, mừng lễ vào ngày 29 tháng 6. |
| 02  | Năm 67? - Năm 79? (12 năm) | Linus     | LINUS Thánh Linô           | Linus                                              | Toscana, Đế quốc La Mã            | Ông đã tấn phong 15 Giám mục đầu tiên của Giáo hội Công giáo. Ông cũng đã ban luật cấm phụ nữ không được bước vào thánh đường nếu không đội khăn trùm đầu. Giáo hội Công giáo suy tôn ông là một vị thánh, mừng lễ vào ngày 23 tháng 9. |
| 03  | Năm 79? - Năm 88 (9 năm)   | Anacletus | ANACLETUS Thánh Anaclêtô   | Anacletus                                          | Roma, Đế quốc La Mã               | Ông đã ấn định những quy tắc thánh hiến các Giám mục, ban hành các quy tắc về y phục giáo sĩ. Trong vùng Vatican, ông đã cho xây một nguyện đường để an táng các vị tử đạo. Giáo hội Công giáo suy tôn ông là một vị thánh, mừng lễ vào ngày 26 tháng 4. |
| 04  | Năm 88 - Năm 97 (9 năm)    | Clemens   | CLEMENS I Thánh Clêmentê I | Clement                                            | Roma, Đế quốc La Mã               | Ông đã phục hồi bí tích Thêm sức theo lễ nghi của Thánh Phêrô. Tiếng "Amen" trong các nghi thức tôn giáo được cho là phát xuất từ triều đại của ông. Sau cùng, ông bị hoàng đế Trajanus kết án lưu đày sang Pontus, bị cột neo quanh cổ và ném xuống biển. Giáo hội Công giáo suy tôn ông là một vị thánh, mừng lễ vào ngày 24, 25 tháng 11.                                                                                            |
| 05  | Năm 97 - Năm 105 (8 năm)   | Evaristus | EVARISTUS Thánh Êvaristô   | Aristus                                            | Bethlehem, Judea                  | Ông đã phân chia thành các giáo xứ, cắt đặt 7 phó tế đầu tiên trao phó cho các linh mục lớn tuổi, đây được coi như nguồn gốc của Hồng y đoàn ngày nay. Giáo hội Công giáo suy tôn ông là một vị thánh, mừng lễ vào ngày 26 tháng 10. |

### Lên ngôi trong thế kỉ 2 (từ năm 101 đến năm 199)
| STT | Thời gian                  | Ảnh               | Tông hiệu Latinh • Việt      | Tên thật    | Nơi sinh                | Đặc điểm nổi bật |
| --- | -------------------------- | ----------------- | ---------------------------- | ----------- | ----------------------- | --- |
| 06  | Năm 105 - Năm 115 (10 năm) | Thánh Alexanđê I  | ALEXANDER I Thánh Alexanđê I | Alexánder   | Rôma, Đế quốc La Mã     | Việc sử dụng nước phép trong Giáo hội, ở tư gia và việc chỉ định bánh thánh phải được làm bằng bánh không men được phát xuất từ triều đại ông. Giáo hội Công giáo suy tôn ông là một vị thánh, mừng lễ vào ngày 3 tháng 5. |
| 07  | Năm 115 - Năm 125 (10 năm) | Thánh Sixtus      | XISTUS I Thánh Xíttô I       | Xystus      | Roma, Đế quốc La Mã     | Ông truyền lệnh dùng khăn thánh, đồng thời chỉ thừa tác viên có chức thánh mới được cầm trực tiếp các đồ thánh. Giáo hội Công giáo suy tôn ông là một vị thánh, mừng lễ vào ngày 3 tháng 4. |
| 08  | Năm 125 - Năm 136 (9 năm)  | Thánh Telesphorus | TELESPHORUS Thánh Têlesphôrô | Telesphorus | Hy Lạp                  | Ông đã sáng tác Kinh Vinh Danh và thêm những kinh nguyện mới vào thánh lễ. Thiết lập Bảy Tuần Mùa Chay trước lễ Phục Sinh. Đồng thời ông truyền mỗi linh mục nên cử hành 3 thánh lễ trong đêm Chúa Giáng Sinh. Giáo hội Công giáo suy tôn ông là một vị thánh, mừng lễ vào ngày 2 tháng 1, giáo hội Hy Lạp kính nhớ vào ngày 22 tháng 2. |
| 09  | Năm 136 - Năm 140 (4 năm)  | Thánh Hyginus     | HYGINUS Thánh Hyginô         | Hyginus     | Hy Lạp                  | Ông đã xác định các đặc quyền khác nhau của hàng giáo sĩ và ấn định các cấp bậc trong phẩm trật Giáo hội Đặt ra tục lệ phải có người đỡ đầu khi lãnh bí tích Rửa tội và ấn định tất cả nhà thờ phải được thánh hiến. Giáo hội Công giáo suy tôn ông là một vị thánh, mừng lễ vào ngày 11 tháng 1.                                        |
| 10  | Năm 140 - Năm 155 (15 năm) | Thánh Pius        | PIUS I Thánh Piô I           | Pius        | Aquileia, Đế quốc La Mã | Có ý kiến cho rằng ông đã ấn định lễ Chúa Phục Sinh vào Chủ nhật đầu tiên sau trăng tròn tháng 3 Âm lịch. Giáo hội Công giáo suy tôn ông là một vị thánh, mừng lễ vào ngày 11 tháng 7. |
| 11  | Năm 155 - Năm 166 (11 năm) | Thánh Anicetus    | ANICETUS Thánh Anicêtô       | Anicitus    | Syria                   | Ông ra chỉ dụ cho hàng giáo sĩ không nên để tóc dài. Giáo hội Công giáo suy tôn ông là một vị thánh, mừng lễ vào ngày 17 tháng 4. |
| 12  | Năm 166 - Năm 175 (9 năm)  | Thánh Soter       | SOTERIUS Thánh Sôtêrô        | Soter       | Lazio, Đế quốc La Mã    | Ông là vị Giáo hoàng của lòng bác ái. Ông xác định hôn nhân là một bí tích nếu được linh mục cử hành. Giáo hội Công giáo suy tôn ông là một vị thánh, mừng lễ vào ngày 22 tháng 4. |
| 13  | Năm 175 - Năm 189 (14 năm) | Thánh Eleuterus   | ELEUTHERIUS Thánh Êlêuthêrô  | Eleuther    | Hy Lạp                  | Ông huỷ bỏ một số tập tục của người Do Thái liên quan đến đồ ăn sạch và không sạch vẫn còn tồn tại ở một số Kitô hữu. Giáo hội Công giáo suy tôn ông là một vị thánh, mừng lễ vào ngày 26 tháng 5. |
| 14  | Năm 189 - Năm 199 (10 năm) | Thánh Victor      | VICTOR I Thánh Victor        | Victor      | Bắc Phi                 | Ông cho phép dùng bất cứ thứ nước nào để rửa tội trong trường hợp khẩn cấp. Ông đấu tranh chống lại các Giám mục châu Á và châu Phi để lễ Phục Sinh được cử hành theo nghi thức Roma. Giáo hội Công giáo suy tôn ông là một vị thánh, mừng lễ vào ngày 28 tháng 7.                                                                       |
| 15  | Năm 199 - Năm 217 (18 năm) | Thánh Zephyrinus  | ZEPHYRINUS Thánh Zêphyrinô   | Zephyrinus  | Roma, Đế quốc La Mã     | Ông truyền các giáo hữu 14 tuổi trở lên phải giữ luật rước lễ Mùa Phục Sinh. Triều đại ông nổi bật với những cuộc tranh luận thần học gay gắt. Ông khởi xướng việc dùng đĩa thánh và chén thánh bằng thủy tinh. Giáo hội Công giáo suy tôn ông là một vị thánh, mừng lễ vào ngày 20 tháng 12.                                            |

### Lên ngôi trong thế kỉ 3 (từ năm 201 đến năm 299)
| STT | Thời gian                                                 | Ảnh               | Tông hiệu Latinh • Việt      | Tên thật    | Nơi sinh            | Đặc điểm nổi bật |
| --- | --------------------------------------------------------- | ----------------- | ---------------------------- | ----------- | ------------------- | --- |
| 16  | Năm 217 - Năm 222 (5 năm)                                 | Thánh Callixtus   | CALLIXTUS I Thánh Calixtô    | Callistus   |                     | Ông là người đã xây dựng Vương cung thánh đường Santa Maria ở Trastevere, là ngôi thánh đường đầu tiên được cung hiến cho Đức Mẹ Maria. Giáo hội Công giáo suy tôn ông là một vị thánh, mừng lễ vào ngày 14 tháng 10. |
| 17  | Năm 222 - Năm 230 (8 năm)                                 | Thánh Urban       | URBANUS I Thánh Urbanô       | Urban       | Roma, Đế quốc La Mã | Ông đã rửa tội cho Thánh Cecilia. Năm 230, sau cuộc tử đạo của vị này, ông đã cho xây một nhà thờ làm nơi đặt di hài thánh nữ ngày nay. Ông chấp thuận việc Giáo hội có quyền sở hữu tài sản. Giáo hội Công giáo suy tôn ông là một vị thánh, mừng lễ vào ngày 25 tháng 5.                                                                        |
| 18  | 21 tháng 7 năm 230 - 28 tháng 9 năm 235 (5 năm 2 tháng)   | Thánh Pontian     | PONTIANUS Thánh Pontianô     | Pontianus   | Roma, Đế quốc La Mã | Ông đã truyền hát Thánh Vịnh trong thánh lễ, đọc Kinh Cáo Mình trước giờ lâm chung và dùng lời chào "Chúa ở cùng anh chị em". Ông bị đày và bị kết án khổ sai dưới hầm mỏ ở Sardinia, chết đau đớn trên một đảo nhỏ ở Tavolara. Giáo hội Công giáo suy tôn ông là một vị thánh, mừng lễ vào ngày 13 tháng 8.                                      |
| 19  | Năm 235 - 3 tháng 1 năm 236 (~ 1 năm)                     | Thánh Anterus     | ANTERUS Thánh Antêrô         | Anterus     | Hy Lạp              | Ông truyền thu thập các hành động và các thánh tích của các vị tử đạo để lưu giữ trong các nhà thờ. Giáo hội Công giáo suy tôn ông là một vị thánh, mừng lễ vào ngày 3 tháng 1. |
| 20  | 10 tháng 1 năm 236 - 20 tháng 1 năm 250 (14 năm)          | Thánh Fabian      | FABIANUS Thánh Fabianô       | Fabianus    | Roma, Đế quốc La Mã | Cuộc xuất hành ra khỏi Roma để trốn tránh sự bách hại của Decius đã làm nảy sinh đời sống tu hành của các ẩn sĩ. Giáo hội Công giáo suy tôn ông là một vị thánh, mừng lễ vào ngày 20 tháng 1. |
| 21  | Năm 251 - Tháng 6 năm 253 (~ 2 năm)                       | Thánh Cornelius   | CORNELIUS Thánh Côrnêliô     | Cornelius   |                     | Triều đại ông xảy cuộc ly giáo đầu tiên. Ông bị lưu đày tới miền Civitavecchia vì không chịu dâng hiến lễ vật cho các thần dân ngoại, ông qua đời tại đó. Giáo hội Công giáo suy tôn ông là một vị thánh, mừng lễ vào ngày 16 tháng 9. |
| 22  | 25 tháng 6 năm 253 - 5 tháng 3 năm 254 (9 tháng)          | Thánh Lucius      | LUCIUS I Thánh Luciô         | Lucius      | Roma,Đế quốc La Mã  | Ông nghiêm cấm các giáo hữu nam nữ không được chung sống một nhà nếu không có quan hệ huyết nhục với nhau, đồng thời cũng chỉ thị các giáo sĩ không nên sống chung một nhà với các nữ phó tế, dù chỉ là cho ở trọ vì lý do bác ái. Giáo hội Công giáo suy tôn ông là một vị thánh, mừng lễ vào ngày 5 tháng 3.                                    |
| 23  | 12 tháng 5 năm 254 - 2 tháng 8 năm 257 (3 năm 3 tháng)    | Thánh Stephen     | STEPHANUS I Thánh Stêphanô   | Stephanus   | Roma, Đế quốc La Mã | Cuộc tranh chấp với những người theo phe ly giáo của Giáo hoàng đối lập Novatianus lại bùng lên. Ông bị chém đầu giữa lúc thi hành nhiệm vụ trên ngai Giáo hoàng trong hang toại đạo Thánh Callixtus. Giáo hội Công giáo suy tôn ông là một vị thánh, mừng lễ vào ngày 2 tháng 8.                                                                 |
| 24  | 31 tháng 8 năm 257 - 6 tháng 8 năm 258 (11 tháng)         | Thánh Sixtus II   | SYXTUS II Thánh Xíttô II     | Sixtus      | Hy Lạp              | Vốn tính khiêm nhu, ông đã dàn xếp ổn thoả các cuộc tranh luận dưới thời Đức Cornelius, Lucianus và Stephanus. Ông đã thực hiện việc di chuyển hài cốt hai Thánh Phêrô và Phaolô. Giáo hội Công giáo suy tôn ông là một vị thánh, mừng lễ vào ngày 6 tháng 8.                                                                                     |
| 25  | 22 tháng 7 năm 259 - 26 tháng 12 năm 268 (9 năm 5 tháng)  | Thánh Dionysius   | DIONYSIUS Thánh Điônisiô     | Dionysius   | Hy Lạp              | Ông đã tổ chức lại các giáo xứ ở Roma và giành lại tự do cho các Kitô hữu từ tay Gallienus. Ông là vị Giáo hoàng đầu tiên không được ghi vào danh sách các vị tử đạo. Giáo hội Công giáo suy tôn ông là một vị thánh, mừng lễ vào ngày 26 tháng 12.                                                                                               |
| 26  | 5 tháng 1 năm 269 - 30 tháng 12 năm 274 (4 năm 11 tháng)  | Thánh Felix       | FELIX I Thánh Fêlix          | Felix       | Roma, Đế quốc La Mã | Ông khẳng định thiên tính và nhân tính của Chúa Giêsu Kitô và giáo lý về hai bản tính trong một ngôi vị. Ông khởi xướng tập tục chôn táng các vị tử đạo dưới gầm bàn thờ và cử hành thánh lễ trên các mộ đó. Sau cùng, ông qua đời vì cuộc bách hại của Aurelianus. Giáo hội Công giáo suy tôn ông là một vị thánh, mừng lễ vào ngày 30 tháng 12. |
| 27  | 4 tháng 1 năm 275 - Tháng 12 năm 283 (8 năm 11 tháng)     | Thánh Eutychian   | EUTYCHIANUS Thánh Êutykianô  | Eutychianus |                     | Ông truyền thi hài các vị tử đạo nên được bọc liệm trong áo "Dalmatic", tương tự như áo choàng rộng các hoàng đế Roma mặc, nay là phẩm phục của phó tế trong các đại lễ. Ông đồng thời đã thiết lập lễ cầu mùa. Giáo hội Công giáo suy tôn ông là một vị thánh, mừng lễ vào ngày 8 tháng 12.                                                      |
| 28  | 17 tháng 12 năm 283 - 22 tháng 4 năm 296 (13 năm 4 tháng) | Thánh Caius       | CAIUS Thánh Caiô             | Caius       |                     | Ông quy định những ai chịu chức Giám mục phải qua các chức giữ cửa, đọc sách, giúp lễ, trừ tà, phụ phó tế, phó tế và linh mục. Ông tử đạo dưới tay cậu ruột là hoàng đế Diocletianus. Giáo hội Công giáo suy tôn ông là một vị thánh, mừng lễ vào ngày 22 tháng 4.                                                                                |
| 29  | Năm 296 - Năm 304 (8 năm)                                 | Thánh Marcellinus | MARCELLINUS Thánh Marcellinô | Marcellinus |                     | Ông đã ra lệnh phá huỷ các nhà thờ và sách thánh trong cuộc bách hại của hoàng đế Diocletianus. Giáo hội Công giáo suy tôn ông là một vị thánh, mừng lễ vào ngày 26 tháng 4. |

### Lên ngôi trong thế kỉ 4 (từ năm 301 đến năm 400)
| STT | Thời gian                                                  | Ảnh              | Tông hiệu Latinh • Việt      | Tên thật                    | Nơi sinh              | Đặc điểm nổi bật |
| --- | ---------------------------------------------------------- | ---------------- | ---------------------------- | --------------------------- | --------------------- | --- |
| 30  | Năm 308 - Năm 309(1 năm)                                   | Thánh Marcellus  | MARCELLUS Thánh Marcellô     | Marcellus                   |                       | Ông phải giải quyết khó khăn là tha thứ cho những kẻ bội giáo trong thời kỳ bách hại. Ông quy định công đồng chỉ được triệu tập khi có lệnh của Giáo hoàng. Giáo hội Công giáo suy tôn ông là một vị thánh, mừng lễ vào ngày 16 tháng 1. |
| 31  | Năm 309 - Năm 310(1 năm)                                   | Thánh Eusebius   | EUSEBIUS Thánh Êusêbiô       | Eusebius                    |                       | Trong triều đại của ông, các cuộc tranh luận về những kẻ bội giáo lại tiếp tục, đưa Giáo hội gần đến sự chia rẽ. Ông thành công trong việc dung hoà giữa kỷ luật và tha thứ. Ông tử đạo tại Sicili. Giáo hội Công giáo suy tôn ông là một vị thánh, mừng lễ vào ngày 17 tháng 8. |
| 32  | 2 tháng 7 năm 311 - 11 tháng 1 năm 314(2 năm 6 tháng)      | Thánh Miltiades  | MILTIADES Thánh Miltiadê     | Miltiades (hoặc Melchiades) | Châu Phi              | Dưới triều đại ông, hoàng đế Constantinus đã công bố tha đạo (chiếu chỉ Milan năm 313) cho các tín hữu Kitô giáo. Bánh thánh có từ thời kỳ này. Ông cho xây dựng Đền thờ Thánh Joannes Lateranus. Giáo hội Công giáo suy tôn ông là một vị thánh, mừng lễ vào ngày 10 tháng 1. |
| 33  | 31 tháng 1 năm 314 - 31 tháng 12 năm 335(21 năm 11 tháng)  | Thánh Silvester  | SILVESTER I Thánh Sylvestrô  | Silvester                   | Rôma, Đế quốc La Mã   | Ông là vị Giáo hoàng đầu tiên đội mũ ba tầng. Ông chủ toạ Công đồng Chung đầu tiên ở Nicaea năm 325, trong đó Kinh Tin Kính được công bố. Ông cũng ấn định Chúa Nhật là ngày nghỉ việc dành để tưởng niệm Chúa Phục Sinh.Cho đặt mão gai có đinh sắt trên tượng chịu nạn. Giáo hội Công giáo suy tôn ông là một vị thánh, mừng lễ vào ngày 31 tháng 12.                                  |
| 34  | 18 tháng 1 năm 336 - 7 tháng 10 năm 336(9 tháng)           | Thánh Marcus     | MARCUS Thánh Máccô           | Marcus                      | Roma, Đế quốc La Mã   | Ông đã ra chỉ thị Giáo hoàng nên được Giám mục Ostia thánh hiến. Ngài đã thiết lập nghi thức trao dây Pallium vẫn còn được dùng tới ngày nay. Lịch phụng vụ đầu tiên xuất hiện trong thời ông. Giáo hội Công giáo suy tôn ông là một vị thánh, mừng lễ vào ngày 7 tháng 10. |
| 35  | 6 tháng 2 năm 337 - 12 tháng 4 năm 352(15 năm 2 tháng)     | Thánh Julius     | IULIUS I Thánh Giuliô        | Julius                      | Roma, Đế quốc La Mã   | Ông đề nghị Giáo hội Đông Phương mừng lễ Giáng Sinh 25-12 thay vì mừng chung vào lễ Hiển Linh 6-1. Ông được coi là vị sáng lập Văn khố Toà Thánh từ khi ngài truyền phải lưu giữ tất cả các công văn chính thức. Giáo hội Công giáo suy tôn ông là một vị thánh, mừng lễ vào ngày 12 tháng 4.                                                                                            |
| 36  | 17 tháng 5 năm 352 - 24 tháng 9 năm 366(14 năm 4 tháng)    | Liberius         | LIBERIUS Giáo hoàng Libêrô   | Liberius                    |                       | Những cuộc tranh luận chống lạc giáo Arius tái diễn khiến nảy sinh việc bầu chọn Giáo hoàng đối lập Fêlix III. Ông đã đặt móng xây đền thờ Đức Bà Cả, để ghi dấu địa điểm sau trận tuyết rơi ngày 15-8. Giáo hội Công giáo suy tôn ông là một vị thánh, mừng lễ vào ngày 27 tháng 8. |
| 37  | 1 tháng 10 năm 366 - 11 tháng 12 năm 384(18 năm 2 tháng)   | Thánh Damasus    | DAMASUS I Thánh Đamasô       | Damasus                     | Guimarães, Bồ Đào Nha | Ông đã ban phép cho các ca đoàn do Thánh Ambrosius sáng lập, luân phiên hát Thánh Vịnh. Ông giới thiệu cách dùng từ Do Thái "Alleluia" và tìm được bản dịch Thánh Kinh bằng tiếng Do Thái. Giáo hội Công giáo suy tôn ông là một vị thánh, mừng lễ vào ngày 11 tháng 12. |
| 38  | 11 tháng 12 năm 384 - 26 tháng 11 năm 399(14 năm 11 tháng) | Thánh Siricius   | SIRICIUS Thánh Siriciô       | Siricius                    | Rôma, Đế quốc La Mã   | Ông là người đầu tiên sau Thánh Phêrô dùng tước hiệu "Giáo hoàng" (Papa) từ tiếng Hy Lạp. Đến nay từ này vẫn còn được công nhận, là từ ghép bởi những chữ đầu của thành ngữ: Petri Apostoli Potestatem Accipiens (người nhận quyền của Tông Đồ Phêrô). Ông chủ trương linh mục cần phải sống đời độc thân. Giáo hội Công giáo suy tôn ông là một vị thánh, mừng lễ vào ngày 26 tháng 11. |
| 39  | 27 tháng 11 năm 399 - 19 tháng 12 năm 401 (2 năm 1 tháng)  | Thánh Anastasius | ANASTASIUS I Thánh Anastasiô | Anastasius                  | Rôma, Đế quốc La Mã   | Ông đã giải quyết cuộc ly giáo giữa Roma và Giáo hội Antioch. Mạnh mẽ chống lại những người theo bè rối thực hành vô luân; họ chủ trương thiên tính cũng ẩn tàng trong những đồ vật. Ông chỉ thị các linh mục nên đứng trong khi đọc Tin Mừng. Giáo hội Công giáo suy tôn ông là một vị thánh, mừng lễ vào ngày 19 tháng 2.                                                              |

### Lên ngôi trong thế kỉ 5 (từ năm 401 đến năm 500)
| STT | Thời gian                                                 | Ảnh              | Tông hiệu Latinh • Việt               | Tên thật             | Nơi sinh    | Đặc điểm nổi bật |
| --- | --------------------------------------------------------- | ---------------- | ------------------------------------- | -------------------- | ----------- | --- |
| 40  | 22 tháng 12 năm 401 - 12 tháng 3 năm 417 (15 năm 9 tháng) | Thánh Innocent   | INNOCENTIUS I Thánh Innôcentê I       |                      | Rôma, Ý     | Ông thiết lập các nghi thức của lễ nghi Roma và thuyết phục Honorius ngăn cấm những cuộc quyết đấu võ thuật tại các thao trường. Giáo hội Công giáo suy tôn ông là một vị thánh, mừng lễ vào ngày 12 tháng 3. |
| 41  | 18 tháng 3 năm 417 - 26 tháng 12 năm 418(1 năm 9 tháng)   | Thánh Zosimus    | ZOSIMUS Thánh Dôsimô                  | Zosimus              |             | Ông có tinh thần mạnh mẽ và quan tâm đến quyền lợi của Giáo hội, chống lại sự can thiệp của bên ngoài. Với quan niệm luân lý khắt khe, ông không cho những người con ngoại hôn được đào tạo thành linh mục. Ông gửi các giám quản tông toà đến Pháp. Giáo hội Công giáo suy tôn ông là một vị thánh, mừng lễ vào ngày 27 tháng 12.                 |
| 42  | 29 tháng 12 năm 418 - 4 tháng 9 năm 422(3 năm 3 tháng)    | Thánh Boniface   | BONIFATIUS I Thánh Bônifaciô I        |                      |             | Sự can thiệp của ông hoàng Charles xứ Ravenna đánh dấu bước khởi đầu cho thời kỳ thế quyền xen vào việc bầu chọn Giáo hoàng. Lễ đăng quang của ông phải hoãn lại mấy tháng vì sự có mặt của Giáo hoàng đối Eulalius. Giáo hội Công giáo suy tôn ông là một vị thánh, mừng lễ vào ngày 25 tháng 10.                                                 |
| 43  | 10 tháng 9 năm 422 - 27 tháng 7 năm 432                   | Thánh Celestine  | COELESTINUS I Thánh Cêlestinô I       | Celestine            |             | Ông đã triệu tập Công đồng Chung III (năm 431) và kết án những ai theo Nestorius, Giáo chủ Constantinople. Ông cử Thánh Patrick tới Ireland. Giáo hội Công giáo suy tôn ông là một vị thánh, mừng lễ vào ngày 8 tháng 4. |
| 44  | 31 tháng 7 năm 432 - Tháng 8 năm 440                      | Thánh Sixtus III | SIXTUS III Thánh Xíttô III            |                      |             | Ông đã cho trang trí Vương cung thánh đường Đức Bà Cả theo lối ghép mảnh. Ông là tác giả một số thư chung và duy trì pháp quyền của Roma trên Illiria, chống lại hoàng đế Đông Phương muốn bắt họ phải lệ thuộc Constantinople .Giáo hội Công giáo suy tôn ông là một vị thánh, mừng lễ vào ngày 28 tháng 3.                                       |
| 45  | 29 tháng 9 năm 440 - 10 tháng 11 năm 461                  | lớn              | LEO I Thánh Lêô I                     | Leo                  | Toscana, Ý  | Ông được gọi là Leo "Cả" vì có công lớn trong việc gìn giữ sự hợp nhất của Giáo hội. Ông đã triệu tập Công đồng Chung IV và V để khẳng định Mầu nhiệm Nhập Thể. Giáo hội Công giáo suy tôn ông là một vị thánh, mừng lễ vào ngày 10 tháng 11. |
| 46  | 19 tháng 11 năm 461 - 29 tháng 2 năm 468                  | Thánh Hilarius   | HILARIUS Thánh Hilariô                | Hilarius hay Hilarus | Sardinia, Ý | Chủ trương của ông là noi theo vị tiền nhiệm vĩ đại của mình. Ông khẳng định phải có một mức độ hiểu biết văn hoá mới trở thành linh mục, các Giáo hoàng và Giám mục không nên bổ nhiệm những người kế vị mình. Ông đã thiết lập một đại diện tông toà ở Tây Ban Nha. Giáo hội Công giáo suy tôn ông là một vị thánh, mừng lễ vào ngày 28 tháng 2. |
| 47  | 3 tháng 3 năm 468- 10 tháng 3 năm 483                     | lớn              | SIMPLICIUS Thánh Simpliciô            | Simplicius           | Tivoli, Ý   | Trong thời ông, đã xảy ra cuộc thất trận của hoàng đế Tây Phương và cuộc ly giáo, từ đó dẫn đến việc thành lập các Giáo hội Armenia, Syria và Ai Cập. Ông đã quy định việc phân phối các lễ vật dâng cúng của khách hành hương cho các thánh đường mới. Giáo hội Công giáo suy tôn ông là một vị thánh, mừng lễ vào ngày 10 tháng 3.               |
| 48  | 13 tháng 3 năm 483 - 1 tháng 3 năm 492                    | lớn              | FELIX III Thánh Fêlix III             |                      | Roma, Ý     | Vì trước đó có Giáo hoàng đối lập Felix II nên có danh sách bắt đầu với II và có danh sách bắt đầu với III cho các Felix từ vị này về sau. Ông đã cố gắng tái lập hoà bình trong Giáo hội Đông Phương bị khủng hoảng. Giáo hội Công giáo suy tôn ông là một vị thánh, mừng lễ vào ngày 1 tháng 3.                                                  |
| 49  | 1 tháng 3 năm 492 - 21 tháng 11 năm 496                   | lớn              | GELASIUS I Thánh Gêlasiô I            | Gelasius             | Roma, Ý     | Ông thiết lập bộ luật thống nhất các lễ nghi và nghi thức. Vì lòng bác ái, ông được gọi là "cha của người nghèo". Ông chủ trương thần quyền trên thế quyền. Ông thêm Kinh Thương Xót vào thánh lễ. Giáo hội Công giáo suy tôn ông là một vị thánh, mừng lễ vào ngày 21 táng 11.                                                                    |
| 50  | 24 tháng 11 năm 496 - 19 tháng 11 năm 498                 | lớn              | ANASTASIUS II Giáo hoàng Anastasiô II |                      |             | Ông đã chinh phục vua Clovis và cả dân Pháp trở lại đạo. Ông bị kiệt sức vì những phe phái lạc giáo, thậm chí còn bị tố cáo là gây chia rẽ. Ông là Giáo hoàng đầu tiên trong gần 500 năm không được Giáo hội Công giáo suy tôn là một vị thánh. |
| 51  | 22 tháng 11 năm 498 - 19 tháng 7 năm 514                  | lớn              | SYMMACHUS Thánh Symmacô               | Symmachus            | Sardinia, Ý | Ông củng cố quyền sở hữu của Giáo hội về việc cho phép hàng giáo sĩ sử dụng những phúc lợi thường ngày. Ông đã chuộc lại tất cả các nô lệ và cho họ được hưởng tự do. Ông có công xây dựng khởi đầu Toà Thánh Vatican. Giáo hội Công giáo suy tôn ông là một vị thánh, mừng lễ vào ngày 19 tháng 7.                                                |

### Lên ngôi trong thế kỉ 6 (từ năm 501 đến năm 600)
| STT | Thời gian                                | Ảnh | Tông hiệu Latinh • Việt               | Tên thật   | Nơi sinh    | Đặc điểm nổi bật |
| --- | ---------------------------------------- | --- | ------------------------------------- | ---------- | ----------- | --- |
| 52  | 20 tháng 7 năm 514 - 19 tháng 7 năm 523  | lớn | HORMISDAS Thánh Hormisđa              | Hormisdas  | Lazio (Ý)   | Trong suốt triều đại Giáo hoàng của ông, đã diễn ra rất nhiều các cuộc hoà giải giữa Giáo hội Đông Phương và Tây Phương. Ông quyết định không được phong chức Giám mục cho người khác như một đặc ân và ban thưởng. Ông đã lập gia đình và góa vợ trước khi được truyền chức. Ông có một người con trai, sau này trở thành Giáo hoàng Silverius.Giáo hội Công giáo suy tôn ông là một vị thánh, mừng lễ vào ngày 6 tháng 8. |
| 53  | 13 tháng 8 năm 523 - 18 tháng 5 năm 526  | lớn | IOANNES I Thánh Gioan I               |            |             | Triều đại của ông đầy sóng gió vì sự thù hằn của Hoàng đế Theodoric. Giáo hội Công giáo suy tôn ông là một vị thánh, mừng lễ vào ngày 18 tháng 5. |
| 54  | 13 tháng 7 năm 526 - 22 tháng 9 năm 530  | lớn | FELIX IV Thánh Fêlix IV               |            | Sanniti (Ý) | Trong triều đại của ông, lối sống ẩn tu được lan rộng khắp nước Ý và Đan viện Montecassino được xây dựng. Ông đã cấm các cuộc thảo luận về người kế nhiệm Giáo hoàng khi Giáo hoàng đương nhiệm còn tại thế. Phần lớn giới tăng lữ đã chống lại ý định của Giáo hoàng Felix. Giáo hội Công giáo suy tôn ông là một vị thánh, mừng lễ vào ngày 30 tháng 1. |
| 55  | 22 tháng 9 năm 530 - 17 tháng 10 năm 532 | lớn | BONIFATIUS II Giáo hoàng Bônifaciô II |            | Roma        | Ông được đắc cử do sự lựa chọn của vị Giáo hoàng tiền nhiệm: Giáo hoàng Felix IV lúc nằm trên giường bệnh và sắp lâm chung. Có một thời gian ông đã bị coi là Ngụy giáo hoàng. Do nhóm đối lập đã bầu Giáo hoàng Dioscorus. |
| 56  | 2 tháng 1 năm 533 - 8 tháng 5 năm 535    | lớn | IOANNES II Giáo hoàng Gioan II        | Mercurius  |             | Ông là vị Giáo hoàng đầu tiên đổi tên riêng của mình là Mercurius - tên của thần dân ngoại sang tên hiệu Joannes. Kể từ đây khi đăng toà, các Giáo hoàng đều đổi tên, lấy tên một tông đồ, một đấng thánh hoặc một vị tiền nhiệm vinh quang. Bất chấp chiếu chỉ của vua Atalaric, Giáo hoàng vẫn được nhìn nhận là thủ lĩnh của các Giám mục trên toàn thế giới. |
| 57  | 13 tháng 5 năm 535 - 22 tháng 4 năm 536  | lớn | AGAPITUS I Thánh Agapêtô I            |            |             | Ông ra nhiều nghị quyết chống giáo phái phản Công Đồng Chalcêđônia, chống bè rối Mani, chống Do thái và chống ngoại giáo. Ông bị hoàng hậu Theodora, một tín đồ theo bè rối Eutiches đầu độc. Giáo hội Công giáo suy tôn ông là một vị thánh, mừng lễ vào ngày 22 tháng 4 và 20 tháng 9. |
| 58  | 1 tháng 6 năm 536 - 11 tháng 11 năm 537  | lớn | SILVERIUS Thánh Silvêriô              | Silverius  |             | Ông được yêu cầu xét lại vụ Anthimô, thượng phụ Constantinopoli, bị tình nghi theo thuyết Đơn tính, và bị Đức cố Giáo hoàng kết án, ông đã từ chối. Ông bị xử về tội "phản quốc", bị đày sang xứ Pontô (Palmarola, Italy) |
| 59  | 29 tháng 3 năm 537 - 7 tháng 6 năm 555   | lớn | VIGILIUS Giáo hoàng Vigiliô           | Vigilius   | Roma        | Ông cương quyết chống lại chính sách của hoàng đế Justianô trong vụ "Ba Chương" (Trois Chapitres). Tên của Giáo hoàng Vigiliô lúc bấy giờ bị xóa tên trên "thư giáp bảng" (diptique), nơi ghi danh tính các Giáo hoàng. Ông bị tố cáo là bội giáo, vì người ta cho rằng khi luận phi "Ba đoạn" tức là ông đã "tự rút khỏi giáo hội công giáo". Nhưng trên thực tế, ông vẫn trung thành với lập trường của Cacledonia, được vạch rõ trong bản tuyên ngôn đề ngày 11 tháng 4 năm 548 |
| 60  | 16 tháng 4 năm 556 - 4 tháng 3 năm 561   | lớn | PELAGIUS I Giáo hoàng Pêlagiô I       | Pelagius   | Roma        | Ông đã góp phần giảm bớt tình trạng khốn khổ tại Ý, sau những cuộc xâm lược của dân Goths, Ông cũng dẹp bỏ tình trạng buôn thần bán thánh và đưa về hiệp nhất với Rôma. Ông giữ lòng trung thành với những nguyên tắc của Công giáo Chính Thống. Ông thừa nhận các quyết định của Công Đồng Constantinople, ủng hộ lạc giáo Eutyche. Giáo hội Công giáo suy tôn ông là một vị thánh, mừng lễ vào ngày 20 tháng 6. |
| 61  | 17 tháng 7 năm 561 - 13 tháng 7 năm 574  | lớn | IOANNES III Giáo hoàng Gioan III      | Catelinus  |             | Ông cứu nước Ý thoát khỏi người Man Di, vì cuộc tiến công tàn bạo của quân Lombard theo lệnh Narsete. Ông đã kêu gọi tất cả những người dân Ý chống lại những hành động dã man của quân xâm lăng. |
| 62  | 2 tháng 6 năm 575 - 30 tháng 7 năm 579   | lớn | BENEDICTUS I Giáo hoàng Biển Đức I    | Benedictus |             | Ông cố gắng hoài công để tái lập trật tự trong nước Ý và Pháp. lúc này đang bị hỗn độn vì quân Lombard xâm lược và những rối ren nội bộ. Ông phê chuẩn Công đồng Chung V tại Constantinople. Ông qua đời khi thành Roma bị vây hãm trong cuộc xâm lăng của người Lombard. |
| 63  | 26 tháng 11 năm 579 - 7 tháng 2 năm 590  | lớn | PELAGIUS II Giáo hoàng Pêlagiô II     | Pelagius   | Roma        | Ông tận tâm lo việc xoá bỏ đau khổ của người nghèo, người đau ốm và người già. Làm nhiều việc để chăm sóc họ, thậm chí đến độ biến nơi ở của mình thành nơi trú ẩn cho những người này. Ông cũng nổi tiếng về sự dung thứ việc kết hôn của các linh mục nếu những người này không còn chuyển các tài sản của Giáo hội cho vợ con của họ nữa. Người ta cho rằng ông qua đời vì bị nhiễm bệnh dịch hạch khủng khiếp. |
| 64  | 3 tháng 9 năm 590 - 12 tháng 3 năm 604   | lớn | GREGORIUS I Thánh Grêgôriô I          | Gregorius  | Roma        | Grêgôriô được xem ngang hàng với Thánh Augustine, Thánh Ambrôsiô và Thánh Giêrôme như một trong bốn vị tiến sĩ nòng cốt của Giáo hội Tây Phương. (Xét về thời gian, Giáo hoàng Grêgôriô I thuộc giai đoạn ba, nhưng được xếp vào "tứ trụ" Giáo hội Tây phương do ảnh hưởng lớn lao của ông). Là người của hành động song ông cũng viết nhiều sách thần học theo tư tưởng của thánh Ambroise và thánh Augustin. Cả một thời trung cổ rồi sẽ sống theo thần học của ông, một học thuyết có phần vắt tắt nhưng khỏe khoắn. Ông là người đã tái khẳng định quyền của Giáo hoàng về mặt dân sự, khởi đầu cho thời kỳ "năng quyền thế tục" của Giáo hoàng. Giáo hội Công giáo suy tôn ông là một vị thánh, mừng lễ vào ngày 3 tháng 9. |

### Lên ngôi trong thế kỉ 7 (từ năm 601 đến năm 700)
| STT | Thời gian                                 | Ảnh | Tông hiệu Latinh • Việt                 | Tên thật       | Nơi sinh    | Đặc điểm nổi bật |
| --- | ----------------------------------------- | --- | --------------------------------------- | -------------- | ----------- | --- |
| 65  | 13 tháng 9 năm 604 - 22 tháng 2 năm 606   | lớn | SABINIANUS Giáo hoàng Sabinianô         |                | Blera (Ý)   | Ông quy định phải luôn thắp đèn chầu trong các nhà thờ. Một khi đã được bầu làm Giáo hoàng, ông làm mọi cách để hạ uy tín của Đức Gregory bằng những cáo trạng vô căn cứ vì lòng ganh tị với Đức Gregory, một người tiền nhiệm rất được quý trọng. Ông chết dữ vào tháng 6 năm 606. |
| 66  | 19 tháng 2 năm 607 - 12 tháng 11 năm 607  | lớn | BONIFATIUS III Giáo hoàng Bônifaciô III | George Hiltion | Roma        | Ông đã có được tước hiệu Giám mục hoàn vũ; một tước hiệu chỉ thuộc về Giám mục Rôma (Thượng phụ Constatinôpooli cũng mang tước hiệu này). Ông đã ngăn cấm việc sắp xếp vận động cho cuộc bầu chọn Giáo hoàng mới trong 3 ngày (hiện nay là 9 ngày) sau khi vị tiền nhiệm qua đời. Khi trở thành Giáo hoàng, ngài đạt được một tuyên ngôn dựa theo Phocas, rằng chỉ có Giám mục Rôma mới có thể triệu tập "Công Đồng Đại Kết". Ông chỉ thị công bố Giáo hoàng là Giám mục Roma và cũng là Giám mục toàn cầu.                 |
| 67  | 25 tháng 8 năm 608 - 8 tháng 5 năm 615    | lớn | BONIFATIUS IV Thánh Bônifaciô IV        |                |             | Ông đã thánh hiến đền thờ ngoại giáo của Agrippa, còn gọi là đền Pantheon để kính nhớ Đức Nữ Trinh và các thánh. Ông lập ra lễ Các Thánh 1-11. Ông cũng ra chỉ thị nâng cao luân lý và vật chất cho hàng giáo sĩ cấp thấp. Giáo hội Công giáo suy tôn ông là một vị thánh, mừng lễ vào ngày 8 tháng 5. |
| 68  | 19 tháng 10 năm 615 - 8 tháng 11 năm 618  | lớn | ADEODATUS I Thánh Ađêôđatô I            | Deusdedit      | Roma        | Ông đã săn sóc những người phong cùi và nạn nhân dịch tễ. Dưới triều Giáo hoàng của ông sự độc lập khỏi thế lực Byzantine bắt đầu ngày càng rõ ràng và mạnh mẽ. Ông là vị Giáo hoàng đầu tiên đã dùng dấu niêm phong các chỉ thị và tông sắc. Ấn mộc của Adeodatus là tông triện cổ nhất còn lưu giữ ở Vatican. Giáo hội Công giáo suy tôn ông là một vị thánh, mừng lễ vào ngày 8 tháng 11. |
| 69  | 23 tháng 12 năm 619 - 25 tháng 10 năm 625 | lớn | BONIFATIUS V Giáo hoàng Bônifaciô V     |                | Napoli (Ý)  | Ông ban phép lành tòa thánh cho những người bị bách hại trú ẩn trong các nhà thờ. Bonifacius V quan tâm đặc biệt đến Giáo hội Anglo-Saxon. Trong triều Giáo hoàng của ông diễn ra cuộc chạy trốn của Muhammad khỏi Mekka. |
| 70  | 27 tháng 10 năm 625 - 12 tháng 10 năm 638 | lớn | HONORIUS I Giáo hoàng Hônôriô I         |                |             | Ông đã gửi các thừa sai đi khắp thế giới thời ấy và đã lập lễ Suy tôn Thánh Giá Chúa vào 14-9. Ông giải quyết xung đột giữa Giáo hội Đông Phương và phe ly giáo Aquileia về vấn đề "Ba Chương". Honorius I là một người quản lý tài giỏi. Ông cho tái thiết hệ thống cống dẫn nước ở Trajan và tu bổ lại mái của Đền Thánh Phêrô. |
| 71  | Tháng 10 năm 638 2 tháng 8 năm 640        | lớn | SEVERINUS Giáo hoàng Sêvêrinô           |                | Roma        | Mặc dù triều đại của ông rất ngắn ngủi, không đầy ba tháng nhưng ông cũng đã lên án sắc lệnh trình bày tín lý (Ecthèse) bênh vực các thuyết nhất ý của Heraclius I. Hoàng đế Heraclius I, liên kết về mặt chính trị với Sergiô (thượng phụ Constantinôpôli) ra lệnh cho tất cả thần dân của ông tán thành tập công thức thuyết Nhất ý do ông soạn thảo. |
| 72  | 24 tháng 12 năm 640 - 12 tháng 10 năm 642 | lớn | IOANNES IV Giáo hoàng Gioan IV          |                | Dalmatia    | Ông cố gắng đưa những tín hữu lầm lạc của Ai Cập trở về đường chân lý. Ông theo đường lối của vị tiền nhiệm là bảo vệ, đặc biệt là các công trình và đồ lưu niệm của Đức Honorius. Ông cho đưa di tích của các vị tử đạo Venantius, Anastasius và Maurus về đền thờ Lateranus và phong chức 28 linh mục và 18 Giám mục để khẳng định đức tin của họ. |
| 73  | 24 tháng 11 năm 642 - 14 tháng 5 năm 649  | lớn | THEODORUS I Giáo hoàng Thêôđôrê I       | Theodoro       | Palestine   | Ông là người đầu tiên đã lấy lại tước hiệu Giám mục tối cao đã bị bỏ xó không dùng nữa từ thời tàn của tôn giáo Rôma cổ. Kể từ vị Giáo hoàng này, người ta có thể nói về chức Giám mục mà không phạm sự lỗi thời. Ông cũng chống lại thuyết Nhất Ý và bị Hoàng Đế Constans II ngăn cấm việc giải quyết các vấn đề thần học |
| 74  | Tháng 7 năm 649 - 16 tháng 9 năm 655      | lớn | MARTINUS I Thánh Máctinô I              |                |             | Martin I là vị Giáo hoàng cuối cùng chịu tử vì đạo. Ông cùng với Maxime đã triệu tập công đồng chung (Công đồng Latran) từ ngày 5 tới ngày 31 tháng 10 năm 649, gồm 500 Giám mục để lên án lạc giáo và ly giáo. Giáo hội Công giáo suy tôn ông là một vị thánh, mừng lễ vào ngày 14 tháng 4. |
| 75  | 10 tháng 8 năm 654 - 2 tháng 6 năm 657    | lớn | EUGENIUS I Thánh Êugêniô I              |                | Roma        | Cuộc bầu chọn ông diễn ra một năm trước khi Giáo hoàng Martinus I qua đời. Eugenius I được bầu làm Giáo hoàng do sự áp đặt của Constans. Khi cuối đời ông mới hoàn lương qua việc công khai hoá những sự sỉ nhục và bách hại mà Đức Martin đã phải chịu. Ông kịch liệt phản đối những âm mưu của hoàng đế và thông tin cho các nước Âu Châu về cái chết đau buồn của vị tiền nhiệm. Ông ra chỉ thị buộc tất cả các linh mục giữ đức khiết tịnh. Giáo hội Công giáo suy tôn ông là một vị thánh, mừng lễ vào ngày 2 tháng 6. |
| 76  | 30 tháng 7 năm 657 - 27 tháng 1 năm 672   | lớn | VITALIANUS Thánh Vitalianô              |                |             | Ông là vị Giáo hoàng đầu tiên quy định loại nhạc cụ trong phụng vụ, cho dùng đàn organ trong các lễ nghi tôn giáo. Sau khi Constans chết, ông đã thành công trong việc thiết lập mối giao hảo với Constantine, con trai của Constans. Nhờ đó mà có hoà bình giữa Rôma với Constantinople. Giáo hội Công giáo suy tôn ông là một vị thánh, mừng lễ vào ngày 27 tháng 1. |
| 77  | 11 tháng 4 năm 672 - 17 tháng 6 năm 676   | lớn | ADEODATUS II Giáo hoàng Ađêôđatô II     |                |             | Ông là vị Giáo hoàng đầu tiên dùng công thức "Chúc sức khoẻ và phép lành Toà Thánh" trong các thư từ của mình. Trong thời kỳ của ông một mối nguy hiểm mới đe doạ Kitô giáo: quân Saracens. Đức Adeodatus ban dân Venetians quyền bầu tổng trấn cho chính họ. |
| 78  | 2 tháng 11 năm 676 - 11 tháng 4 năm 678   | lớn | DONUS Giáo hoàng Đônô                   |                |             | Ông đã chấm dứt việc ly giáo ở Ravenna, khuyến khích các Giám mục trợ giúp những trường học mới trong xứ Pháp thuộc Đức và trường Cambridge ở Anh. Là bạn của Hoàng Đế Constantine IV, ông được giúp đỡ để vượt qua được cuộc ly giáo giữa Rôma và Ravenna. Ông ủng hộ việc thành lập các trường học, trong đó có hai trường trở thành những trung tâm văn hoá nổi tiếng: Cambridge và Triers. |
| 79  | 27 tháng 6 năm 678 - 10 tháng 1 năm 681   | lớn | AGATHO Thánh Agathô                     | Agatho         | Sicilia (Ý) | Ông đã chấm dứt hơn 60 năm cơn khủng hoảng "Nhất Ý chủ nghĩa". Ông đã gìn giữ những mối quan hệ chặt chẽ với các Giám mục Anh và khích lệ Ireland như là một trung tâm văn hoá. Agatho được gọi là "Thánh chữa bệnh" vì nhiều phép lạ ông đã làm. Giáo hội Công giáo suy tôn ông là một vị thánh, mừng lễ vào ngày 20 tháng 2. |
| 80  | Tháng 12 năm 681 - 3 tháng 7 năm 683      | lớn | LEO II Thánh Lêô II                     |                | Sicilia (Ý) | Ông yêu cầu Hoàng Đế Constantine IV ban hành sắc lệnh thiết lập trình tự lễ phong chức Giám mục Ravenna phải được tổ chức tại Rôma và chỉ sau khi có chứng thư đệ trình lên Đức Giáo hoàng. Ông đưa Nước Thánh vào dùng trong lễ nghi Kitô giáo. Giáo hội Công giáo suy tôn ông là một vị thánh, mừng lễ vào ngày 3 tháng 7. |
| 81  | 26 tháng 6 năm 684 - 8 tháng 5 năm 685    | lớn | BENEDICTUS II Thánh Benedict            |                |             | Ông là một học giả uyên bác và có công hàn gắn những chia rẽ của Giáo hội La Mã và Đông Phương. Triều Giáo hoàng của ông được đánh giá bởi sự quan tâm đến những người nghèo khổ của ông, gần như là chủ nghĩa dân túy (populisme). Giáo hội Công giáo suy tôn ông là một vị thánh, mừng lễ vào ngày 7 tháng 5. |
| 82  | 12 tháng 7 năm 685 - 2 tháng 8 năm 686    | lớn | IOANNES V Giáo hoàng Gioan V            |                | Syria       | Ông tái lập trật tự cho các giáo phận ở Sardegna và Corse. Tranh đấu cho Toà Thánh quyền bổ nhiệm các Giám mục ở các hải đảo này. |
| 83  | 21 tháng 10 năm 686 - 22 tháng 9 năm 687  | lớn | CONON Giáo hoàng Cônon                  |                |             | Ông đã nâng Thánh Kilianô, nhà truyền giáo Ái Nhĩ Lan, lên hàng Giám mục và sai đi rao giảng đức tin tại Francônia. Thời Giáo hoàng của ông, Giáo hội bị khủng hoảng trầm trọng. Ông đã được bầu làm Giáo hoàng vào lúc tuổi đã quá cao để cho quân đội Rôma và hàng giáo sĩ, bấy giờ đang bất hòa với nhau có thời gian nghỉ ngơi để tìm một người kế vị ngai thánh Phê-rô làm vừa lòng cả hai phe. |
| 84  | 15 tháng 12 năm 687 - 8 tháng 9 năm 701   | lớn | SERGIUS I Thánh Sergiô I                |                | Sicilia (Ý) | Ông đã cương quyết loại trừ phái lạc giáo nổi dậy ở Rôma và chặn đứng được cuộc ly giáo của Aquileia. Ông đưa vào phụng vụ Kinh Lạy Chiên Thiên Chúa. Ông gặp phải xung đột căng thẳng với Hoàng Đế Justinian II mới, hoàng đế này cho triệu tập một công đồng nhưng không mời Giáo hoàng. Justinian đã ra lệnh bắt Giáo hoàng, sự kiện này dẫn đến cuộc nổi dậy của dân chúng và hoàng đế Justinian bị lưu đày. Giáo hội Công giáo suy tôn ông là một vị thánh, mừng lễ vào ngày 8 tháng 9.                                |

### Lên ngôi trong thế kỉ 8 (từ năm 701 đến năm 800)
| STT | Ảnh                                      | Thời gian     | Tông hiệu Latinh • Việt               | Tên thật     | Nơi sinh    | Đặc điểm nổi bật |
| --- | ---------------------------------------- | ------------- | ------------------------------------- | ------------ | ----------- | --- |
| 85  | 30 tháng 10 năm 701 - 11 tháng 1 năm 705 | lớn           | IOANNES VI Giáo hoàng Gioan VI        |              | Hy Lạp      | Triều đại của ông ở trong một giai đoạn cực kỳ khó khăn của Kitô giáo. Phải loại trừ quân Saracens và Tây Ban Nha, ông đã bảo vệ các quyền lợi của Giáo hội chống lại hoàng đế và chuộc lại nhiều nô lệ. Ông cũng đã phải đương đầu với hoàng đế Phương Tây. Khi hoàng đế cố bỏ tù Đức John. |
| 86  | 1 tháng 3 năm 705 - 18 tháng 10 năm 707  | lớn           | IOANNES VII Giáo hoàng Gioan VII      |              | Hy Lạp      | Ông không chấp nhận mưu đồ đen tối của hoàng đế Justinianus II là kẻ đã khởi xướng những cuộc tàn sát khiến cho các dân tộc La Tinh ngày càng xa cách nhau và xa cách với Đông Phương. Ông chống lại Justinian II. Trở lại nắm quyền và đưa ý kiến của một vị Giáo hoàng lên như thể một giáo huấn để chống lại Constantinople. |
| 87  | 15 tháng 1 năm 708 - 4 tháng 2 năm 708   | lớn           | SISINNIUS Giáo hoàng Sisinniô         |              | Syria       | Triều đại Giáo hoàng của ông rất ngắn ngủi, chỉ kéo dài có 21 ngày do ông qua đời vì lâm trọng bệnh. |
| 88  | 25 tháng 3 năm 708 - 9 tháng 4 năm 715   | lớn           | CONSTANTINUS Giáo hoàng Constantinô   | Constantinus | Syria       | Giáo hoàng Constantinus đã làm cho hoàng đế Giustinianô II chấp nhận các lý do Giáo hoàng Sergiô I (678-701) từ chối chuẩn y các nghị quyết của công đồng "vòm" năm 691. Sự dàn xếp tạm thời này được ký kết tại Byzancia |
| 89  | 19 tháng 5 năm 715 - 11 tháng 2 năm 731  | lớn           | GREGORIUS II Thánh Grêgôriô II        |              |             | Ông tổ chức các thượng hội đồng để chấn chỉnh các nhũng lạm, ngăn chặn lạc giáo và cổ vũ tinh thần kỷ luật cùng luân lý. Ông tái xây dựng một phần lớn các tường thành Rôma để bảo vệ thành phố này chống với các cuộc tấn công của quân Lombard. Gregorius II tái thiết nhiều nhà thờ và đặc biệt rất quan tâm đến người đau yếu và người già. Đan viện lớn gần nhà thờ Thánh Phaolô cùng tu viện của Monte Cassino do quân Lombard đã phá hủy cách đó 150 năm đã được tái thiết. Gregorius II tấn phong Thánh Boniface và Thánh Corbinian làm Giám mục để đi truyền giáo cho các sắc dân ở Đức. Giáo hội Công giáo suy tôn ông là một vị thánh, mừng lễ vào ngày 11 tháng 2. |
| 90  | 18 tháng 3 năm 731 - 28 tháng 11 năm 741 | lớn           | GREGORIUS III Thánh Grêgôriô III      |              | Syria       | Giáo hoàng có biệt danh là "bạn của những người nghèo khó và những kẻ khốn cùng". Ông là Giáo hoàng cuối cùng đến từ Syria, nổi bật về nhân đức và văn hóa. Ông tăng thêm gấp bội những mối quan hệ với các thủ lĩnh tinh thần và dân sự. Đồng thời tổ chức hàng giáo phẩm, phân lãnh thổ Đức thành nhiều địa phận: mỗi Giám mục mang trách nhiệm một vùng nhất định, và giáo dân trực thuộc hàng giáo phẩm địa phương. Giáo hội Công giáo suy tôn ông là một vị thánh, mừng lễ vào ngày 28 tháng 11. |
| 91  | 3 tháng 12 năm 741 - 22 tháng 3 năm 752  | lớn           | ZACHARIAS Thánh Dacaria               | Zacharias    | Hy Lạp      | Ông là người Đông Phương, Hy Lạp cuối cùng trong danh sách Giáo hoàng. Ông nổi tiếng về lòng trắc ẩn và được thán phục bởi khả năng thuyết phục. Ông rất khéo léo trong hoạt động chính trị. Giáo hoàng Zacharius nắm giữ việc xây dựng hòa bình và cứu người dân thoát khỏi những cuộc chinh chiến thảm khốc. Giáo hội Công giáo suy tôn ông là một vị thánh, mừng lễ vào ngày 15 tháng 3. |
|     | 23 tháng 3 năm 752 - 25 tháng 3 năm 752  | lớn           | STEPHANUS II Giáo hoàng Stêphanô II   |              |             | Ông mất đột ngột sau khi được bầu làm Giáo hoàng ba ngày, và trước khi được tấn phong làm Giám mục. Vì thế nên ông đã không được công nhận là Giáo hoàng hợp lệ. Không có trong danh sách chính thức của Vatican (bị loại bỏ theo nghị quyết vào năm 1961) nhưng có trong Catholic Encyclopedia. Do đó đã gây ra các khó khăn trong việc sắp xếp danh sách Giáo hoàng sau này. Một số danh sách đã không tính triều đại của ông hoặc bắt đầu với II hay đôi khi dùng song song: Stephanus II (III) ~ Stephanus IX (X). |
| 92  | 26 tháng 3 năm 752 - 26 tháng 4 năm 757  | lớn           | STEPHANUS II Giáo hoàng Stêphanô II   |              |             | Ông công bố: Không một giáo dân nào được bầu làm Giáo hoàng nếu chưa được làm hồng y. |
| 93  | 29 tháng 5 năm 757 - 28 tháng 6 năm 767  | lớn           | PAULUS I Thánh Phaolô I               |              |             | Paulus I đã cổ vũ cho mối quan hệ liên kết tiến xa hơn với Giáo hội Hy Lạp. Ông đi thăm các nhà tù và giúp đỡ những tù nhân bị kết án vì nợ nần. Trong triều đại của ông có hai ngụy Giáo hoàng là Constantinus và Philippus. Giáo hội Công giáo suy tôn ông là một vị thánh, mừng lễ vào ngày 28 tháng 6. |
| 94  | 1 tháng 8 năm 767 - 24 tháng 1 năm 772   | lớn           | STEPHANUS III Giáo hoàng Stêphanô III |              | Sicilia (Ý) | Ông cố gắng tránh các bất đồng nội bộ và sự chống đối do việc vừa phải thề trung thành với hoàng đế vừa làm Giáo hoàng. Stephanus III không bận tâm để ý ngay đến hoàng đế mới, Louis. Làm như vậy để cho hoàng đế hiểu rằng, ông nhìn nhận quyền lực chính trị của hoàng đế nhưng đó không phải việc lãnh đạo tinh thần. |
| 95  | 1 tháng 2 năm 772 - 26 tháng 12 năm 795  | lớn           | HADRIANUS I Giáo hoàng Ađrianô I      | Roma         |             | Giáo hoàng Hadrianus là một chính khách khôn khéo ý thức được phẩm cách của mình. Ông bắt đầu liên kết với Charlemagne và chấm dứt sự thống trị của Longobards ở Ý. Bắt đầu một cuộc khôi phục quy mô các ngôi thánh đường ở Rôma và xây dựng Nhà Tế Bần Thánh Thần (Santo Spirito Hospital) vẫn còn tồn tại cho đến ngày nay. Ông cho phục hồi các bức tường thành Roma và các hào luỹ cổ xưa, cho đúc bức tượng bằng vàng trên mộ Thánh Phêrô và lót sân bằng bạc ở phía trước bàn thờ Toà Cáo Giải. |
| 96  | 26 tháng 12 năm 795 - 12 tháng 6 năm 816 | Thánh Lêô III | LEO III Thánh Lêô III                 |              |             | Đảo chính xảy ra trong thời gian ông làm Giáo hoàng. Nhờ có vua Charlemagnes, ông trở về Roma nắm quyến vào mùa thu 799, với sự giúp đỡ của Charlemagne, Đức Lêô đã dẹp được lạc thuyết Thừa Tự. Khi Charlemagne từ trần năm 814 và Đức Lêô không còn ai bảo vệ, quân thù lại nổi dậy chống đối ông. Với tất cả uy thế và quyền bính cá nhân, ông đã dẹp tan âm mưu nổi loạn của giới quý tộc ở Campagna. Tuy nhiên, ông vẫn bị giới quý tộc khinh miệt vì ông xuất xứ từ giới bình dân. Giáo hội Công giáo suy tôn ông là một vị thánh, mừng lễ vào ngày 12 tháng 6. |

### Lên ngôi trong thế kỉ 9 (từ năm 801 đến năm 900)
| STT | Thời gian                                 | Ảnh | Tông hiệu Latinh • Việt                | Tên thật        | Nơi sinh  | Đặc điểm nổi bật |
| --- | ----------------------------------------- | --- | -------------------------------------- | --------------- | --------- | --- |
| 97  | 22 tháng 6 năm 816 - 24 tháng 1 năm 817   | lớn | STEPHANUS IV Giáo hoàng Stêphanô IV    | Stefano         | Roma      | Ông cố gắng tránh các bất đồng nội bộ và sự chống đối do việc vừa phải thề trung thành với hoàng đế và với sứ mệnh một Giáo hoàng. Stephanus IV không bận tâm để ý ngay đến hoàng đế mới, Louis Ngoan Đạo trong cuộc bầu cử của ông. Làm như vậy để cho hoàng đế hiểu rằng ngài nhìn nhận quyền lực chính trị của hoàng đế nhưng đó không phải việc lãnh đạo tinh thần. |
| 98  | 25 tháng 1 năm 817 - 11 tháng 2 năm 824   | lớn | PASCHALIS I Thánh Pascalê I            | Pascale Massimi | Roma      | Ông là người nhiệt thành và sốt sắng sùng kính các thánh tử đạo. Ông đã cho khai quật vô số tích thánh và cho lưu giữ tại nhiều thánh đường. Đặc biệt, ông cho mở thi hài Thánh Cecilia ở Hang Toại Đạo San Callisto. Ông say sưa khám phá các hang toại đạo và tìm được hơn 2.300 thánh tích các vị tử đạo. Ông cũng mở ra ở Rôma một nơi trú ẩn cho những người Hy-lạp bị cuộc bách hại của những người bài ảnh tượng buộc phải rời Đông phương. Giáo hội Công giáo suy tôn ông là một vị thánh, mừng lễ vào ngày 11 tháng 2, 14 hoặc 16 tháng 5.                                                                                             |
| 99  | 8 tháng 5 năm 824 - Tháng 8 năm 827       | lớn | EUGENIUS Giáo hoàng Êugêniô II         |                 | Roma      | Ông được coi như người khai sinh các chủng viện và thành lập một hội đồng tối cao, để thi hành các khoản Giáo luật. Giả thuyết cho rằng đây là nguồn gốc của Giáo triều Rôma ngày nay. Chính sách của ông không rõ ràng cho lắm để rồi triều Giáo hoàng của ông chịu sự kiểm soát của Aachen như trước đây đã từng chịu sự khống chế của Constantinopolis. |
| 100 | Tháng 8 năm 827 - Tháng 9 năm 827         | lớn | VALENTINUS Giáo hoàng Valentinô        |                 | Roma      | Ông rất được dân chúng, quý tộc và giáo sĩ yêu mến. Nổi tiếng là người tốt lành, có lòng bác ái và đạo đức. Người ta ít biết đến ông vì thời gian trị vì của rất ngắn: khoảng 40 ngày hoặc 1 tháng |
| 101 | Năm 827 - Tháng 1 năm 844                 | lớn | GREGORIUS IV Giáo hoàng Grêgôriô IV    |                 |           | Ông đã tổ chức quân đội hùng hậu dưới sự điều khiển của quận công xứ Toscana, và 5 lần chiến thắng quân Saracens ở Phi Châu. Khoảng năm 830, ông cung hiến một đại thánh đường dâng kính các thánh và lễ các thánh bắt đầu có từ đấy. |
| 102 | Tháng 1 năm 844 - 7 tháng 1 năm 847       | lớn | SERGIUS II Giáo hoàng Sergius II       |                 | Roma      | Chỉ mình ông có quyền trao dây Pallium và chỉ mình Giáo hoàng chủ tọa lễ nghi xức dầu tấn phong hoàng đế. Ông cho lắp ráp lại các bậc thang của "Toà giảng" được gọi là "Cầu thang thánh". |
| 103 | Tháng 1 năm 847 - 17 tháng 7 năm 855      | lớn | LEO IV Thánh Lêô IV                    |                 | Roma      | Ông là vị Giáo hoàng đầu tiên đánh dấu các văn kiện chính thức của ông theo niên hiệu triều Giáo hoàng của mình. Ông ban cho dân Venice quyền bầu chọn vị tổng trấn của họ. Lêô IV đã bảo vệ Rôma chống lại quân Hồi Giáo. Giáo hội Công giáo suy tôn ông là một vị thánh, mừng lễ vào ngày 17 tháng 7. |
| 104 | Năm 855 - 7 tháng 4 năm 858               | lớn | BENEDICTUS III Giáo hoàng Biển Đức III |                 |           | Biển Đức III là người thánh thiện, nhưng yếu đuối. Suốt 3 năm triều ông ghi dấu sự thoái bộ của quyền Giáo hoàng. Các Tổng Giám mục xứ Gaule lợi dụng để gia tăng sự tự trị của họ. Ông đã cố gắng liên kết các phe nhóm khác nhau để chống lại quân Saracens và nhấn mạnh đến vai trò gia đình và nêu cao bí tích hôn phối. Ông là vị Giáo hoàng có học thức và rộng lượng dấn thân chủ yếu làm công việc từ thiện đối với người nghèo và đau ốm. |
| 105 | 24 tháng 4 năm 858 - 13 tháng 11 năm 867  | lớn | NICOLAUS I Thánh Nicholas              |                 |           | Ông cư xử như một nhà chuyên chế tuyệt đối ra luật pháp và điều kiện cho các Giám mục, hồng y và hoàng đế. Mục đích của ông rất rõ: thiết lập quyền Giáo hoàng trên hết mọi quyền bính dưới đất. Nicôla I là vị Giáo hoàng đầu tiên được nền văn minh Âu châu nhìn nhận là vị lãnh đạo của mình, vị Giáo hoàng Trung Cổ đầu tiên. Ông ấn định lễ Đức Mẹ Lên Trời vào ngày 15-8. Nicolaus I cũng là Giáo hoàng đầu tiên đội mũ triều thiên. Giáo hoàng đã đặt Toà Thánh Phêrô vào một địa vị chưa từng có. Thoát khỏi sự thống trị của Byzancia, thoát ách chư hầu Đế quốc Carôlô, Giáo hoàng Chế quả đã lên đến thượng đỉnh thế giới Kitô giáo. |
| 106 | 14 tháng 12 năm 867 - 14 tháng 12 năm 872 | lớn | HADRIANUS II Giáo hoàng Ađrianô II     |                 | Roma      | Ông được ghi nhớ qua việc đội vương miện cho vua nước Anh, Alfred Cả và cố gắng giải hoà những tranh chấp sâu xa giữa các dân tộc Công giáo. Ông triệu tập một công đồng tại Constantinopolis, tại đây Thượng Phụ Photius bị lên án và vạ tuyệt thông. |
| 107 | 14 tháng 12 năm 872 - 16 tháng 12 năm 882 | lớn | IOANNES VIII Giáo hoàng Gioan VIII     |                 | Roma      | Ngay khi vừa lên ngôi, ông đã tỏ ra đầy nghị lực: khi quân Hồi Giáo đổ bộ Terracina, cách Roma hơn 40 Km, dù chỉ nhận được sự hỗ trợ của cư dân Roma, ông đã đích thân đến tận nơi, bắt 18 chiếc tàu và 600 tù binh. Ông là vị Giáo hoàng đầu tiên trong lịch sử đã có ý thức về Khối Kitô giáo. |
| 108 | 16 tháng 12 năm 882 - 15 tháng 5 năm 884  | lớn | MARINUS I Giáo hoàng Marinô I          |                 |           | Ông gây áp lực mạnh đối với hoàng đế Đông Phương Basil, để chống lại các phe lạc giáo. Ông dứt phép thông công Photius thêm một lần nữa. |
| 109 | 17 tháng 5 năm 884 - Tháng 9 năm 885      | lớn | HADRIANUS III Thánh Ađrianô III        |                 | Roma      | Ngay sau khi lên ngôi, ông chống lại Photius. Đồng thời, ông cũng bác bỏ mọi yêu cầu và áp lực của hoàng đế Đông Phương ủng hộ Photius. |
| 110 | Năm 885 - 14 tháng 9 năm 891              | lớn | STEPHANUS V Giáo hoàng Stêphanô V      |                 |           | Ông có được mối quan hệ tốt đẹp với Leo VI, hoàng đế Đông Phương, chính ông tuyên bố chống lại lạc giáo Photius. Quãng đời còn lại ông là bị truất phế, giam lỏng ở một tu viện và cuối cùng ông qua đời ở đó. Thánh Đế Rôma lụi tàn và trở thành ba nước: Ý, Pháp và Đức. |
| 111 | 19 tháng 9 năm 891 - 4 tháng 4 năm 896    | lớn | FORMOSUS Giáo hoàng Formôsô            |                 | Ostia (Ý) | Bị Stephen VI đào mộ lôi xác lên xử tội trong Tòa án quái dị. Tại đây, xác của ông được đặt mặc phẩm phục, đặt lên ngai và nghe các cáo buộc vô căn cứ. Sau cùng ông bị xé áo, chặt đi ngón tay ban phước lành, các sắc lệnh của ông bị vô hiệu. |
| 112 | 4 tháng 4 năm 896 - 19 tháng 4 năm 896    | lớn | BONIFACIUS VI Giáo hoàng Bônifaciô VI  |                 | Roma      | Ông được lên kế vị Formôsiô bởi một bọn phiến loạn những người Rô-ma. Ông chỉ cai trị có 15 ngày, sau đó ông chết vì bệnh gút hoặc bị hạ bệ bởi bọn phiến loạn Spôlét tùy theo các truyền thống. Việc bầu ông bị hủy bỏ trong Công đồng Rô-ma do Gioan IX triệu tập năm 898. |
| 113 | 22 tháng 5 năm 896 - Tháng 8 năm 897      | lớn | STEPHANUS VI Giáo hoàng Stêphanô VI    |                 |           | Ông cho quật xác vị tiền nhiệm gián tiếp là Đức Formosus và cho kéo lê một cách ô nhục và đê tiện nhất. Người ta gọi đây là "công đồng xác chết". Mọi đạo luật của vị tiền nhiệm đều bị ông tuyên bố là không có hiệu lực. Ông cũng buộc các giáo sĩ do Formosus phong chức phải rút lui. Các hành động này nọ đã đem lại cho ông sự căm ghét của dân chúng. Stephanus VI bị bắt và bị siết cổ nhưng thi hài của ông không bị báng bổ. |
| 114 | Tháng 8 năm 897 - Tháng 11 năm 897        | lớn | ROMANUS Giáo hoàng Rômanô              |                 |           | Romanus khôi phục việc tưởng nhớ Đức Formosus bị Giáo hoàng trước lăng nhục bằng công đồng xác chết. Có thể ông đã chết vì bị đầu độc. Triều Giáo hoàng của ông là ngắn ngủi nhất. Tuy nhiên, ngày qua đời của ông hiện này vẫn chưa rõ. |
| 115 | Tháng 12 năm 897                          | lớn | THEODORUS II Giáo hoàng Thêôđôrê II    | Theodorus       |           | Theodorus II cũng khôi phục lòng kính trọng lại cho Đức Formosus, và về sau còn khôi phục toàn bộ đạo luật trong triều Giáo hoàng của Đức Formosus. Theodorus qua đời đột ngột, có thể bị ám sát bằng cách đầu độc. |
| 116 | Tháng 1 năm 898 - Tháng 1 năm 900         | lớn | IOANNES IX Giáo hoàng Gioan IX         |                 |           | Giáo hoàng đã triệu tập một công đồng để dứt phép thông công và lưu đày tất cả các hồng y đồng loã với Stephen VI và khôi phục tiếng tốt cho Giáo hoàng Formosus. Ông cũng phong cho Lambert Spoleto làm vua của Ý và vị vua này lãnh trách nhiệm bảo vệ Giáo hội và Đức Giáo hoàng |
| 117 | 1 tháng 2 năm 900 - 30 tháng 7 năm 903    | lớn | BENEDICTUS IV Giáo hoàng Biển Đức IV   | Benedetto       | Roma      | Ông được người đời khen là cao quý và nghĩa hiệp. Ông chủ trì lễ đăng quang cho Louis III và có mối quan hệ tốt với vua. |

### Lên ngôi trong thế kỉ 10 (từ năm 901 đến năm 1000)
| STT | Thời gian                                | Ảnh | Tông hiệu Latinh • Việt                 | Tên thật                   | Nơi sinh        | Đặc điểm nổi bật |
| --- | ---------------------------------------- | --- | --------------------------------------- | -------------------------- | --------------- | --- |
| 118 | Tháng 7 năm 903 - Tháng 9 năm 903        | lớn | LEO V Giáo hoàng Lêô V                  |                            | Ý               | Ông hoàn toàn không phù hợp với chức vị cao do đây là thời kỳ suy đồi và thối nát về luân lý kinh khủng. Người giúp đỡ tinh thần cho ông, Hồng y Christopher đã truất phế ông bằng võ lực và giam ông trong một tu viện. Trong thời cuộc hỗn loạn, ông bị cầm tù và ám sát. |
| 119 | 29 tháng 1 năm 904 - 14 tháng 4 năm 911  | lớn | SERGIUS III Giáo hoàng Sergiô III       | Sergius                    | Roma            | Ông là một trong những hồng y can dự vào việc báng bổ thi hài Đức Formosus. Ông cho xây lại đền thờ Thánh Joannes Lateranus bị hoả hoạn thiêu rụi. Sergius III chủ trương và bảo vệ quyền lợi Giáo hội, chống lại các lãnh chúa phong kiến. Lần đầu tiên, mũ ba tầng xuất hiện trên huy hiệu Giáo hoàng. Trong thời gian đầu, giáo triều bị chi phối bởi hai mẹ con bà Theodora và Marozia, là vợ và con gái của nguyên lão nghị viện Theophilaco, người nắm toàn quyền hành chánh lẫn quân sự ở Roma từ năm 900-915. |
| 120 | Tháng 4 năm 911 - Tháng 6 năm 913        | lớn | ANASTASIUS III Giáo hoàng Anastasiô III | Anastasius                 | Roma            | Ông là người đạo đức. Trong suốt triều đại Giáo hoàng của ông đã diễn ra một cuộc trở lại Kitô giáo của người Norman. Ông không thực hiện được gì nhiều, do tình hình nội bộ bất ổn. Anastasius III chịu đau khổ vì áp lực của vua Berengarius I. |
| 121 | Tháng 8 năm 913 - Tháng 2 năm 914        | lớn | LANDO Giáo hoàng Lanđô                  | Lando                      | Ý               | Ông lên ngôi Giáo hoàng do những âm mưu của một trong số phe nhóm đương thời. Ông chết cách bí ẩn đang khi vận động hoà giải nhiều phe nhóm nội bộ. Ông là vị Giáo hoàng cuối cùng mang một tên tục nguyên thủy cho đến Đức Gioan Phaolô I năm 1978. |
| 122 | Tháng 3 năm 914 - Tháng 5 năm 928        | lớn | IOANNES X Giáo hoàng Gioan X            | Johannes                   |                 | Ông đã tổ chức một liên minh với Italia và thân chinh chống lại quân Saracens và đánh thắng họ sông Garigliano. Ông bị giết trong tù vì từ chối ủng hộ các âm mưu xấu xa. |
| 123 | Tháng 5 năm 928 - Tháng 12 năm 928       | lớn | LEO VI Giáo hoàng Lêô VI                | Leo                        |                 | Trong suốt 7 tháng triều Giáo hoàng, ông dồn sức vào việc thiết lập hoà bình giữa các gia đình Rôma thuộc dòng dõi quý tộc đầy hiếu chiến. Lêô VI sống một đời khiêm nhường và lành thánh. Ông đã thành công trong cuộc chiến chống lại quân Saracens và quân Hungary tàn bạo. Ông đã chết vì bị ám sát. |
| 124 | Tháng 12 năm 928 - Tháng 2 năm 931       | lớn | STEPHANUS VII Giáo hoàng Stêphanô VII   | Stephanus de Gabrielli (?) |                 | Ông đắc cử Giáo hoàng nhờ sự ủng hộ của Marozia. Stephanus bảo trợ các đan viện Thánh Vincent ở Volturno và 2 đan viện ở Gaul. Ông mất vì bị ám sát. |
| 125 | Tháng 2 năm 931 - Tháng 12 năm 935       | lớn | IOANNES XI Giáo hoàng Gioan XI          | Johannes                   |                 | Con của Marozia và (được cho là) của Sergius III. Ông cố gắng ngăn chặn những âm mưu ghê gớm trong gia đình ngài. Mặc dù được bầu chọn với sự hỗ trợ của họ. Ông đã phàn nàn về sự thiếu thận trọng kiềm chế của họ. Ông chết năm 29 tuổi sau nhiều nỗi khổ tâm. |
| 126 | 3 tháng 1 năm 936 - 13 tháng 7 năm 939   | lớn | LEO VII Giáo hoàng Lêô VII              |                            |                 | Ông đã giúp cho việc cải cách của dòng Cluny được dễ dàng và làm rất nhiều việc trong đó cho xây lại tu viện Thánh Phaolô fuori le mura. Leo VII viết thư cho các Giám mục Pháp và Đức, ra lệnh kết án các phù thủy và các nhà tướng số. ông đạt được hiệp định với Alberic II rằng Alberic nắm quyền dân sự còn Đức Giáo hoàng nắm quyền tôn giáo. |
| 127 | 14 tháng 7 năm 939 - Tháng 10 năm 942    | lớn | STEPHANUS VIII Giáo hoàng Stêphanô VIII |                            |                 | Stêphanô VIII giúp vua Louis IV của Oltremare chống lại cuộc dấy loạn của các chư hầu người Pháp. Ông cố gắng thuyết phục các lãnh chúa bên Đông cũng như bên Tây tôn trọng các nguyên tắc cứu độ của Tin Mừng. |
| 128 | 30 tháng 10 năm 942 - Tháng 5 năm 946    | lớn | MARINUS II Giáo hoàng Marinô II         | Marino                     |                 | Marinô II nêu gương trong sạch, đời sống liêm chính trong một thời kỳ nhiễu nhương hỗn loạn. Ông bảo trợ các loại hình nghệ thuật, tổ chức lại các đoàn thể và khôi phục Roma như thủ đô luân lý của thế giới và đưa một số hướng dẫn làm quy tắc cho phẩm trật Giáo hội. |
| 129 | 10 tháng 5 năm 946 - Tháng 12 năm 955    | lớn | AGAPETUS II Giáo hoàng Agapêtô II       |                            |                 | Ông làm hết sức để nâng cao những điều kiện luân lý cho hàng giáo sĩ và với sự giúp đỡ của vua nước Phổ, Otto I, bình định một phần nào nước Ý. Vua Đan Mạch Harold đã đón nhận Kitô giáo. |
| 130 | 16 tháng 12 năm 955 - 14 tháng 5 năm 964 | lớn | IOANNES XII Giáo hoàng Gioan XII        | Ottaviano                  |                 | Thời đại của ông được coi là lúc sự xấu xa của chế độ Giáo hoàng lên đến cực điểm. Toàn thể Roma chán nản và bất mãn về đời sống tư của vị Giáo hoàng bất xứng này. Ông tổ chức những bữa tiệc thay cho các buổi đọc kinh sáng sớm, chăm đi săn hơn là làm việc thiện và sống một cuộc sống bê tha. Ông dành phần lớn thời gian của mình cho việc săn bắn, tiệc tùng và những cuộc phiêu lưu tình ái. Tuy vậy, ông cũng đã đưa được một sự canh tân tôn giáo cũng như một sự mở rộng lãnh thổ mạnh mẽ đến kết quả cuối cùng. Ông kêu gọi hoàng đế nước Đức, Otto I Đại Đế bảo vệ ngôi Giáo hoàng. Nhưng Hoàng đế đặt điều kiện: trước hết ông phải được tấn phong hoàng đế với tất cả quyền lợi theo đó, kể cả lời thề trung thành. |
| 131 | Tháng 5 năm 964 - Năm 965                | lớn | BENEDICTUS V Giáo hoàng Biển Đức V      |                            |                 | Ông được hàng vua chúa tại La Mã đề cử lên ngôi Giáo hoàng, nhưng đại đế Otto I không đồng ý. Khi Vua Otto I xâm chiếm được Rôma đã cách chức ông xuống hàng phó tế và mang ông về Đức, đày sang Hamburg. Hoàng đế xem ông như là một ngụy Giáo hoàng. |
| 132 | Năm 965 - 1 tháng 3 năm 965              | lớn | LEO VIII Giáo hoàng Lêô VIII            |                            | Roma            | Ông được bầu làm Giáo hoàng do ý muốn của Otto I và chức vị Giáo hoàng của ông hoàn toàn vì quyền lợi của hoàng đế đó. Lêô VIII không được dân chúng Rôma mến mộ. Ông nghiêm cấm giáo dân bước vào cung thánh đang khi cử hành các lễ nghi long trọng. |
| 133 | 1 tháng 10 năm 965 - 6 tháng 9 năm 972   | lớn | IOANNES XIII Giáo hoàng Gioan XIII      | Giovanni Crescenzi         |                 | Ông được bầu làm Giáo hoàng với sự đồng ý của Otto I. Tuy nhiên, ông không được công chúng Rôma chấp nhận. Mười tuần sau khi đăng quang ông bị lật đổ bởi một cuộc nổi dậy do tổng đốc thành phố và quân đội chỉ huy. Gioan VIII bị cầm tù rồi bị trục xuất. Ông tập hợp các đạo quân và kêu gọi hoàng đế can thiệp. Otto I đến Ý đưa ông trở về Rôma vào tháng 11 năm 966. Sự đàn áp những người nổi dậy lúc bấy giờ khá là tàn nhẫn. Gioan XIII tổ chức lại miền nam nước Italia, đưa Bênêventê và Capu lên thành phố chính thuộc Giáo hội. Ông cũng lập ra thói quen làm phép và đặt tên chuông. |
| 134 | 19 tháng 1 năm 973 - Tháng 6 năm 974     | lớn | BENEDICTUS VI Giáo hoàng Biển Đức VI    |                            |                 | Sau khi hoàng đế Otto I băng hà, nhóm chống đối bao vây Lâu đài Thánh Thiên Thần, cầm tù và giết ông. Ông bị phế truất. Ông thuyết phục dân Hungary trở lại Kitô giáo. |
| 135 | Tháng 10 năm 974 - 10 tháng 7 năm 983    | lớn | BENEDICTUS VII Giáo hoàng Biển Đức VII  |                            |                 | Là một người đầy đức hạnh, ông cố gắng đẩy lui sự đồi truỵ và ngu dốt đáng xấu hổ đã tràn ngập nước Ý và thế giới Kitô giáo. Ngài cổ vũ sự phát triển nông nghiệp. |
| 136 | Tháng 12 năm 983 - 20 tháng 8 năm 984    | lớn | IOANNES XIV Giáo hoàng Gioan XIV        | Pietro Canepanova          | Pavia (Ý)       | Mặc dù là người nhân đức và có nhiều năng lực lớn lao, ông đã bị cầm tù trong Lâu đài Thánh Thiên Thần và bỏ chết đói. |
| 137 | Tháng 8 năm 985 - Tháng 3 năm 996        | lớn | IOANNES XV Giáo hoàng Gioan XV          | John                       | Roma            | Ông chấm dứt những bất hoà đã nổi lên trong Giáo hội ở Reims, và là vị Giáo hoàng đầu tiên tham gia tiến trình tôn phong vị Thánh Ulderic. |
| 138 | 3 tháng 5 năm 996 - 18 tháng 2 năm 999   | lớn | GREGORIUS V Giáo hoàng Grêgôriô V       | Bruno của Carinthia        |                 | Giáo hoàng người Đức đầu tiên. Ông bị buộc phải trốn đi Pavia, nên Giáo hoàng đối lập Joannes XVI được vua Crescentius bổ nhiệm đã trị vì được gần một năm. Ông lập lễ giỗ cho người đã chết. |
| 139 | 2 tháng 4 năm 999 - 12 tháng 5 năm 1003  | lớn | SILVESTER II Giáo hoàng Silvestrô II    | Gerbert d'Aurillac         | Auvergne (Pháp) | Ông là Giáo hoàng người Pháp đầu tiên. Là người có học thức cao, ông khởi xướng việc dùng chữ số Ả Rập. Triều đại của ông trải qua năm 1.000 - được coi như năm quyết định đối với ngày cánh chung. |

## Thiên niên kỷ thứ hai (1001 - 2000)

### Lên ngôi trong thế kỉ 11 (từ năm 1001 đến năm 1100)
| STT | Thời gian                                  | Ảnh                      | Tên Latinh • Việt                        | Tên thật                                             | Nơi sinh      | Đặc điểm nổi bật |
| --- | ------------------------------------------ | ------------------------ | ---------------------------------------- | ---------------------------------------------------- | ------------- | --- |
| 140 | Tháng 6 năm 1003 - Tháng 12 năm 1003       | Giáo hoàng Gioan XVII    | IOANNES XVII Giáo hoàng Gioan XVII       | Siccone                                              | Roma          | Ông đã lập gia đình trước khi được lựa chọn làm Giáo hoàng và có ba người con, tất cả họ đều trở thành linh mục. Ông được bầu chọn vào giai đoạn bất ổn khủng khiếp theo sau cái chết của hoàng đế nước Đức, Otto III. Ông được bầu làm Giáo hoàng do ý muốn của John Crescentius. Không có John XVI vì một số nhầm lẫn sau này với Ngụy Giáo hoàng John.                                   |
| 141 | 25 tháng 12 năm 1003 - Tháng 7 năm 1009    | Giáo hoàng Gioan XVIII   | IOANNES XVIII Giáo hoàng Gioan XVIII     | Giovanni Fasano                                      | Roma          | Ông canh tân sự hợp nhất giữa hai Giáo hội La Tinh và Hy Lạp, hăng say làm việc để mở rộng đức tin Kitô giáo giữa dân tộc Barbarien và người theo tà giáo. Joannes XVIII lập toà giám mục ở Bramburg. Ông phong cho Henry II Bavaria làm vua nước Ý ở Pavia. |
| 142 | 31 tháng 7 năm 1009 - 12 tháng 5 năm 1012  | Giáo hoàng               | SERGIUS IV Giáo hoàng Sergiô IV          | Pietro Bucca Porci                                   |               | Ông là vị Giáo hoàng đầu tiên đổi tên sau khi được bầu. Ông giữ quan hệ thân thiện với cả hai hoàng đế Đông Phương cũng như Tây Phương. Sergius IV cố gắng đến hoài công, để sửa chữa sự đồi bại về luân lý giữa các Giám mục và các viện phụ quyền thế. |
| 143 | 18 tháng 5 năm 1012 - 9 tháng 4 năm 1024   | Giáo hoàng Biển Đức VIII | BENEDICTUS VIII Giáo hoàng Biển Đức VIII | Theophylactus II, Bá tước của Tusculum               |               | Benedict VIII bị phản đối bởi Giáo hoàng đối lập Gregory VI , người đã buộc ông phải rời bỏ Rôma. Sau này ông được vua Henry II giúp đỡ. Trong triều đại Giáo hoàng của ông, những người Saracens tiếp tục các cuộc tấn công của họ vào các bờ biển phía nam của Ý. |
| 144 | Tháng 4 năm 1024 - 20 tháng 10 năm 1032    | Giáo hoàng Gioan XIX     | IOANNES XIX Giáo hoàng Gioan XIX         | Romanus, Bá tước của Tusculum                        |               | Là anh trai của Benedict VIII. Mối quan hệ của Giáo hoàng với Tòa Thượng phụ Constantinople đã trở nên xấu đi trong triều đại của ông. Ông còn ủng hộ Hoàng đế Conrad II. Ông được cho là bị giết bởi một đám đông nông dân tức giận, nhưng không có bằng chứng nào chứng minh điều này. |
| 145 | Năm 1032 - Năm 1044                        | Giáo hoàng Biển Đức IX   | BENEDICTUS IX Giáo hoàng Biển Đức IX     | Theophylactus III, Bá tước của Tusculum              |               | Là cháu trai của John XIX. Nhiều người cho rằng ông đã hối lộ để được bầu. Các truyền thuyết cho rằng ông lên ngôi khi chỉ 12 tuổi, tuy vậy không có bằng chứng nào xác thực (nhưng ông chắc chắn là Giáo hoàng trẻ nhất khi lên ngôi). Lần thứ nhất làm Giáo hoàng. Từ ngôi để đổi lấy tiền bạc.                                                                                           |
| 146 | Năm 1045                                   | Giáo hoàng Sylvestrô III | SILVESTER III Giáo hoàng Sylvestrô III   | John, Giám mục của Sabina                            |               | Nhiều người nghi ngờ ông đã hối lộ để được bầu. Ông được đánh giá là người phóng đãng và không phù hợp. Được xem như một Giáo hoàng Đối lập. Bị truất phế bởi Công đồng Sutri. |
| 147 | Năm 1045 - Năm 1046                        | Giáo hoàng Biển Đức IX   | BENEDICTUS IX Giáo hoàng Biển Đức IX     | Theophylactus III, Bá tước của Tusculum              |               | Lần thứ hai làm Giáo hoàng. Ông đã bán chức Giáo hoàng cho chú và là cha đỡ đầu của mình, Gregory VI sau này. |
| 148 | Tháng 4 năm 1045 - 20 tháng 12 năm 1046    | Giáo hoàng Grêgôriô VI   | GREGORIUS VI Giáo hoàng Grêgôriô VI      | Johannes Gratianus                                   |               | Ông đã mua ngôi vị Giáo hoàng từ con trai đỡ đầu của mình - Benedict IX. Bị truất phế bởi Công đồng Sutri |
| 149 | 24 tháng 12 năm 1046 - 9 tháng 10 năm 1047 | Giáo hoàng Clêmentê II   | CLEMENS II Giáo hoàng Clêmentê II        | Suidger                                              | Saxony        | Sau khi truất phế hai Giáo hoàng trước, vua Henry III đề nghị chọn ông làm ngươi kế nhiệm. Trong nhiệm kì ngắn ngủi của mình, ông ban hành nhiều lệnh cấm nghiêm ngặt. Nhiều người cho rằng ông đã bị đầu độc. Một cuộc kiểm tra đối với hài cốt của ông vào giữa thế kỷ 20 đã xác nhận Giáo hoàng đã bị nhiễm độc bằng chì. Tuy vậy không rõ là đầu độc hay nguyên liệu sử dụng làm thuốc. |
| 150 | Tháng 11 năm 1047 - Năm 1048               | Giáo hoàng Biển Đức IX   | BENEDICTUS IX Giáo hoàng Biển Đức IX     | Theophylactus III, Bá tước của Tusculum              |               | Lần thứ ba làm Giáo hoàng. Bị truất phế lần cuối và vạ tuyệt thông. Nhiều người cho rằng những ngày cuối đời, ông đã sám hối vì những tội lỗi gây ra. |
| 151 | 17 tháng 7 năm 1048 - 9 tháng 8 năm 1048   | Giáo hoàng Đamasô II     | DAMASUS II Giáo hoàng Đamasô II          | Poppo                                                | Tirol (Áo)    | Sau khi Benedict IX bị phế truất, ông được chọn làm người kế nhiệm trước sự vui mừng của dân chúng thành Roma. Nhưng chỉ sau 23 ngày, ông bất ngờ qua đời. Nhiều phỏng đoán hiện đại tin rằng ông mất do sốt rét. |
| 152 | 12 tháng 2 năm 1049 - 19 tháng 4 năm 1054  | Giáo hoàng Lêô IX        | LEO IX Thánh Lêô IX                      | Bruno, Bá tước của Dagsbourg                         | Alsace (Pháp) | Ông đã triệu tập một cuộc họp của các giáo sĩ ở Reims, trong đó một số sắc lệnh cải cách quan trọng đã được thông qua. Ở Mainz, ông đã tổ chức một hội đồng mà tại đó người Ý và Pháp cũng như các giáo sĩ Đức đã được đại diện, và các đại sứ của hoàng đế Byzantine cũng có mặt. Giáo hội Công giáo suy tôn ông là một vị thánh, mừng lễ vào ngày 19 tháng 4.                             |
| 153 | 13 tháng 4 năm 1055 - 28 tháng 7 năm 1057  | Giáo hoàng Victor II     | VICTOR II Giáo hoàng Victor II           | Gebhard, Bá tước của Calw, Tollenstein và Hirschberg |               | Ông đã tổ chức một đại hội đồng tại Vương cung thánh đường Lateran. Giáo phận Marsi từng bị Giáo hoàng Bênêđíctô IX chia đôi, đã được hợp nhất lại thành một giáo phận duy nhất. Ông là vị Giáo hoàng cuối cùng gốc Đức, cho đến khi Giáo hoàng Benedict XVI được bầu (hơn 950 năm sau). |
| 154 | 2 tháng 8 năm 1057 - 29 tháng 3 năm 1058   | Giáo hoàng Stêphanô IX   | STEPHANUS IX Giáo hoàng Stêphanô IX      | Frederic de Lorraine                                 |               | Ông đã tổ chức một số thượng hội đồng tại Rôma từ tháng 8 đến tháng 11 năm 1057, tập trung mạnh mẽ nhất vào tầm quan trọng của đời sống độc thân giáo sĩ. |
| 155 | 6 tháng 12 năm 1058 - 27 tháng 7 năm 1061  | Giáo hoàng Nicôla II     | NICOLAUS II Giáo hoàng Nicôla II         | Gérard de Bourgogne                                  |               | Ông đã thông qua các cải cách bầu cử Giáo hoàng dẫn đến ảnh hưởng lớn hơn của Giáo hoàng trong việc bầu các Giáo hoàng mới. |
| 156 | 30 tháng 9 năm 1061 - 21 tháng 4 năm 1073  | Giáo hoàng Alexanđê II   | ALEXANDER II Giáo hoàng Alexanđê II      | Anselmo da Baggio                                    | Milano (Ý)    | Không giống như các cuộc bầu cử Giáo hoàng trước đây, sự đồng ý của Hoàng đế La Mã Thần thánh đối với cuộc bầu cử đã không được thực hiện và các Hồng y Giám mục là người bầu chọn duy nhất. Lần đầu tiên trong lịch sử của Giáo hội Công giáo. |
| 157 | 22 tháng 4 năm 1073 - 25 tháng 5 năm 1085  | Giáo hoàng Grêgôriô VII  | GREGORIUS VII Thánh Grêrôriô VII         | Hildebrand                                           | Toscana (Ý)   | Ông là vị Giáo hoàng đầu tiên trong nhiều thế kỷ thực thi nghiêm ngặt chính sách độc thân cổ xưa của Giáo hội phương Tây đối với hàng giáo phẩm và lên án mạnh mẽ việc buôn bán chức vụ. Giáo hội Công giáo suy tôn ông là một vị thánh, mừng lễ vào ngày 25 tháng 5. |
| 158 | 24 tháng 5 năm 1086 - 16 tháng 9 năm 1087  | Giáo hoàng Victor III    | VICTOR III Giáo hoàng Victor III         | Desiderio                                            | Ý             | Triều đại Giáo hoàng của ông ít được chú ý. Sức khỏe không tốt là yếu tố khiến ông không muốn chấp nhận được bầu làm Giáo hoàng. Thậm chí kém đến mức ông đổ bệnh trong thời gian đăng quang. Đức Giáo Hoàng Lêô XIII đã phong chân phước cho ông, mừng lễ ngày 16 tháng 9. |
| 159 | 12 tháng 3 năm 1088 - 29 tháng 7 năm 1099  | Giáo hoàng Urbanô II     | URBANUS II Giáo hoàng Urbanô II          | Odo de Lagery                                        | Pháp          | Ông đã khởi xướng cuộc Thập tự chinh lần thứ nhất. Đức Giáo Hoàng Lêô XIII đã phong chân phước cho ông, mừng lễ ngày 29 tháng 7. |
| 160 | 13 tháng 8 năm 1099 - 21 tháng 1 năm 1118  | Giáo hoàng Pascalê II    | PASCHALIS II Giáo hoàng Pascalê II       | Raniero                                              | Romagna (Ý)   | Triều đại của ông kéo dài gần hai mươi năm, đặc biệt dài đối với một Giáo hoàng thời Trung cổ. |

### Lên ngôi trong thế kỉ 12 (từ năm 1101 đến năm 1200)
| STT | Thời gian                                   | Ảnh | Tông hiệu Latinh • Việt                  | Tên thật                         | Nơi sinh        | Đặc điểm nổi bật |
| --- | ------------------------------------------- | --- | ---------------------------------------- | -------------------------------- | --------------- | --- |
| 161 | 24 tháng 1 năm 1118 - 28 tháng 1 năm 1119   | lớn | GELASIUS II Giáo hoàng Gêlasiô II        | Giovanni Coniulo                 | Lazio, Ý        | Ngài bị quân phiến loạn Cencio Frangipane cầm tù khi chúng tấn công Đền thờ Lateranus. Khi được các thủy thủ xứ Genoa thả tự do, ngài trốn đi Gaeta, rồi từ đó giả làm khách hành hương trở về Roma. |
| 162 | 2 tháng 2 năm 1119 - 13 tháng 12 năm 1124   | lớn | CALIXTUS II Giáo hoàng Calixtô II        | Guido, Bá tước của Bourgogne     | Bourgogne, Pháp | Một hiệp ước được ký kết tại Worms công nhận quyền của dân chúng trong việc đề cử các Giám mục. Ông triệu tập Công đồng chung IX và công bố cuộc Thập Tự chinh II.                                   |
| 163 | 15 tháng 12 năm 1124 - 13 tháng 2 năm 1130  | lớn | HONORIUS II Giáo hoàng Hônôriô II        | Lamberto Scannabecchi            | Imola, Ý        | Ngài canh tân những mối quan hệ thân hữu với gần hết các triều đình ở các nước châu Âu nhằm liên minh chống lại quân Saracens.                                                                       |
| 164 | 14 tháng 2 năm 1130 - 24 tháng 9 năm 1143   | lớn | INNOCENTIUS II Giáo hoàng Innôcentê II   | Gregorio Reschi                  | Roma, Ý         | Ông triệu tập Công đồng Chung X. Tại đó Vua Roger II của Sicily , kẻ thù không khoan nhượng nhất của Innocent II đã bị vạ tuyệt thông, hòa bình cuối cùng đã được khôi phục lại cho Giáo Hội.        |
| 165 | 26 tháng 9 năm 1143 - 8 tháng 3 năm 1144    | lớn | COELESTINUS II Giáo hoàng Cêlestinô II   | Guido                            | Umbria, Ý       | Với sự giúp đỡ của Thánh Bernard, ngài đã hoà giải những bất đồng nội bộ Giáo hội. Cố gắng chấm dứt chiến tranh giữa Scotland và Anh quốc nhưng ngài không thể tái lập hoà bình tại Ý.               |
| 166 | 12 tháng 3 năm 1144 - 15 tháng 3 năm 1145   | lớn | LUCIUS II Giáo hoàng Luciô II            | Gerardo Caccianemici dal Orso    | Bologna, Ý      | Ông cầm quyền trong tình hình rối ren do Arnold Brescia gây ra. Đang khi cố gắng ngăn chận một cuộc nổi loạn ghê gớm bùng nổ, ông chết vì bị hòn đá ném trúng đầu.                                   |
| 167 | 15 tháng 2 năm 1145 - 8 tháng 7 năm 1153    | lớn | EUGENIUS III Giáo hoàng Êugêniô III      | Bernardo Pignatelli              | Pisa, Ý         | Ông hoàn thành quy chế của trường đại học Công giáo và khởi công xây dựng dinh Giáo hoàng. |
| 168 | 8 tháng 7 năm 1153 - 3 tháng 12 năm 1154    | lớn | ANASTASIUS IV Giáo hoàng Anastasiô IV    | Corrado                          | Roma, Ý         | Nhờ tính cách ôn hoà, ông đã ổn định lãnh địa của Giáo hội. Trong triều đại giáo hoàng ngắn ngủi của mình, ông đã đóng vai một người gây dựng hòa bình.                                              |
| 169 | 4 tháng 12 năm 1154 - 1 tháng 9 năm 1159    | lớn | HADRIANUS IV Giáo hoàng Ađrianô IV       | Nicholas Breakspear              | Langley, Anh    | Ông là Giáo hoàng người Anh đầu tiên. Đồng thời ông là người quyết bảo vệ quyền tối thượng của Giáo hoàng.                                                                                           |
| 170 | 7 tháng 9 năm 1159 - 30 tháng 8 năm 1181    | lớn | ALEXANDER III Giáo hoàng Alexanđê III    | Rolando Bandinelli               | Toscana, Ý      | Ông ra vạ tuyệt thông vua Barbarossa vì tội ác của nhà vua. Ông triệu tập Cộng đồng Chung XI năm 1179                                                                                                |
| 171 | 1 tháng 9 năm 1181 - 25 tháng 11 năm 1185   | lớn | LUCIUS III Giáo hoàng Luciô III          | Ubaldo Allucingoli               | Toscana, Ý      | Do những áp lực của phe phái, ông buộc phải đi ẩn trốn ở Verona. Những cuộc nổi loạn làm tan nát lãnh địa riêng của ông.                                                                             |
| 172 | 25 tháng 11 năm 1185 - 19 tháng 10 năm 1187 | lớn | URBANUS III Giáo hoàng Urbanô III        | Uberto Crivelli                  | Milano, Ý       | Khi còn là hồng y, ông đã gầy dựng "liên minh Lombard". Ông cương quyết chống lại thói kiêu căng của vua Barbarossa và đã qua đời vì khi quân Saracens chiếm được Jerusalem.                         |
| 173 | 21 tháng 10 năm 1187 - 17 tháng 12 năm 1187 | lớn | GREGORIUS VIII Giáo hoàng Grêgôriô VIII  | Alberto di Morra                 | Benevento, Ý    | Ông đã đề nghị Thập tự chinh thứ ba. Ngoài ra, ông đã giúp đỡ các Kitô hữu ở Đất Thánh về mọi mặt.                                                                                                   |
| 174 | 19 tháng 12 năm 1187 - 27 tháng 3 năm 1191  | lớn | CLEMENS III Giáo hoàng Clêmentê III      | Paulino Scolari                  | Roma, Ý         | Ông đã đem lại hoà bình cho Roma, sau thời gian 60 năm các Giáo hoàng đã bị buộc rời khỏi thành phố.                                                                                                 |
| 175 | 30 tháng 3 năm 1191 - 8 tháng 1 năm 1198    | lớn | COELESTINUS III Giáo hoàng Cêlestinô III | Giacinto Bobone (Giacinto Orsin) | Roma, Ý         | Ông vẫn duy trì luật không thể phân ly trong hôn nhân. Ông phê chuẩn dòng Hiệp sĩ Teutonic, có bổn phận bảo vệ khách hành hương đến Đất Thánh.                                                       |
| 176 | 8 tháng 1 năm 1198 - 16 tháng 7 năm 1216    | lớn | INNOCENTIUS III Giáo hoàng Innôcentê III | Lothario dei Conti di Segni      | Lazio, Ý        | Ông là một Giáo hoàng có được tầm ảnh hưởng lớn. Tái thiết lập thế quyền trong các nước thuộc quyền Giáo hoàng; tích cực hỗ trợ cuộc Thập Tự chinh IV. Ông triệu tập Công đồng Chung XII.            |

### Lên ngôi trong thế kỉ 13 (từ năm 1201 đến năm 1300)
| STT       | Thời gian                                   | Ảnh                       | Tông hiệu Latinh • Việt                   | Tên thật                   | Nơi sinh           | Đặc điểm nổi bật |
| --------- | ------------------------------------------- | ------------------------- | ----------------------------------------- | -------------------------- | ------------------ | --- |
| 177       | 18 tháng 7 năm 1216 - 18 tháng 3 năm 1227   | lớn                       | HONORIUS III Giáo hoàng Hônôriô III       | Cencio Savelli             | Roma, Ý            | Ông đã có những dự định về việc phục hồi cuộc Thập tự chinh thứ năm đã được vị tiền nhiệm của ông bắt đầu. Cùng với vua Hungary, Andrew II, tổ chức cuộc Thập Tự chinh V và rồi cũng kết thúc trong ê chề. Ông phê chuẩn bản luật của thánh Đôminicô trong sắc chỉ Religiosam vitam (Đời sống dòng tu). Ông cũng phê chuẩn các tu sĩ dòng Phanxicô, cũng như phê chuẩn Dòng các nữ tu Cát minh bằng sắc chỉ Ut vivendi norma cùng Hội dòng "Val dé Ecolier" (Vallis Scholarium). |
| 178       | 19 tháng 3 năm 1227 - 22 tháng 8 năm 1241   | lớn                       | GREGORIUS IX Giáo hoàng Grêgôriô IX       | Ugolino dei Conti di Segni | Lazio, Ý           | Ông phạt vạ tuyệt thông vua Frederick II vì thái độ của ông ta đối với Thập Tự chinh. Ông tuyên phong Thánh Phanxicô, Antôn và Đa Minh. Thiết lập "Toà án thẩm tra", phê chuẩn sách Kinh Nhật Tụng và đã chuẩn bị cuộc Thập Tự chinh VI. |
| 179       | 25 tháng 10 năm 1241 - 10 tháng 11 năm 1241 | lớn                       | COELESTINUS IV Giáo hoàng Cêlestinô IV    | Goffredo Castiglioni       | Milano, Ý          | Triều đại của ông chỉ kéo dài trong chưa đầy nửa tháng. Ông qua đời do tuổi già và bệnh tật. |
| 180       | 25 tháng 6 năm 1243 - 7 tháng 12 năm 1254   | lớn                       | INNOCENTIUS IV Giáo hoàng Innôcentê IV    | Sinibaldo Fieschi          | Genova, Ý          | Việc bầu chọn ông làm Giáo hoàng được tổ chức tại Anagni, sau 2 năm trống ngôi. Ông nổi tiếng thông thạo Giáo luật. Ông triệu tập Công đồng Chung XIII, thiết lập lễ Đức Mẹ Thăm Viếng và thực hiện cuộc Thập Tự chinh V cùng với vua Thánh Louis IX của Pháp. |
| 181       | 12 tháng 12 năm 1254 - 25 tháng 5 năm 1261  | lớn                       | ALEXANDER IV Giáo hoàng Alexanđê IV       | Rinaldo dei Conti di Segni | Belluno, Ý         | Ông viết nhiều về khoa Luật, tuyên phong Thánh Clara và xác nhận những dấu thánh nơi Thánh Phanxicô. Ông ngăn cấm những vụ xét xử sơ sài về vấn đề lạc giáo và loại bỏ "hình phạt đánh đòn". |
| 182       | 29 tháng 8 năm 1261 - 2 tháng 10 năm 1264   | lớn                       | URBANUS IV Giáo hoàng Urbanô IV           | Jacques Pantaléon          | Troyes, Pháp       | Ông ấn định lễ Mình Thánh Chúa Kitô mừng kính 60 ngày sau lễ Phục Sinh. |
| 183       | 5 tháng 2 năm 1265 - 29 tháng 11 năm 1268   | lớn                       | CLEMENS IV Giáo hoàng Clêmentê IV         | Gui Faucoi le Gros         | Saint Giles, Pháp  | Ông muốn làm cho Giáo hội Đan Mạch độc lập khỏi quyền lực Hoàng gia - điều này khiến ông phải đối đầu trực tiếp với Thái hậu Margaret Sambiria. Nữ hoàng đã bỏ tù Tổng giám mục. Đáp lại, ông ban hành một sắc lệnh. Giáo hoàng đã đồng ý với một số yêu cầu mà Nữ hoàng muốn - đặc biệt, ông cho phép phụ nữ kế thừa ngai vàng của Đan Mạch. |
| Trống tòa | 30 tháng 11 năm 1268- 31 tháng 8 năm 1271   | trống tòa                 |                                           |                            |                    | Không có Giáo hoàng nào được bầu trong thời gian này do có liên quan đến việc bất đồng của mật tuyển viện |
| 184       | 1 tháng 9 năm 1271 - 10 tháng 1 năm 1276    | lớn                       | GREGORIUS X Giáo hoàng Grêgôriô X         | Tebaldo Visconti           | Piacenza, Ý        | Ông lên ngôi giáo hoàng sau gần 3 năm trống toà. Ông triệu tập Công đồng Chung XIV. Ban hành một số sắc lệnh quan trọng. |
| 185       | 21 tháng 1 năm 1276 - 22 tháng 6 năm 1276   | lớn                       | INNOCENTIUS V Giáo hoàng Innôcentê V      | Pierre de Tarentaise       | Savoy, Pháp        | Ông qua đời khoảng năm tháng sau khi nhậm chức. Tuy nhiệm kỳ ngắn ngủi nhưng ông đã tạo điều kiện cho một hòa bình giữa Genova và Vua Charles I của Sicily. Đức Giáo Hoàng Lêô XIII đã phong chân phước cho ông, mừng lễ ngày 22 tháng 6. |
| 186       | 11 tháng 7 năm 1276 - 18 tháng 8 năm 1276   | lớn                       | HADRIANUS V Giáo hoàng Ađrianô V          | Ottobuono Fieschi          | Genova, Ý          | Ông là phái viên của Giáo hoàng Clement IV được cử đến Anh vào tháng 5 năm 1265 Ông đã hoàn thành xuất sắc nhiệm vụ giải quyết các tranh chấp giữa Vua Henry III của Anh và các nam tước. |
| 187       | 8 tháng 9 năm 1276 - 20 tháng 5 năm 1277    | lớn                       | IOANNES XXI Giáo hoàng Gioan XXI          | Pedro Hispano              | Lisbon, Bồ Đào Nha | Giáo hoàng người Bồ Đào Nha đầu tiên. Trước đây người ta không dùng số thứ tự sau tước hiệu, ví dụ John XXI sẽ đơn giản là John. Sau này khi người ta thêm số, do một nhầm lẫn nên thay vì John XX thì lại thành John XXI. Những vị sau đó lấy tên John tiếp tục dùng XXII, XXIII... |
| 188       | 25 tháng 11 năm 1277 - 22 tháng 8 năm 1280  | lớn                       | NICOLAUS III Giáo hoàng Nicôla III        | Giovanni Gaetano Orsini    | Roma, Ý            | Ông bất ngờ qua đời khi đang khi dự buổi tĩnh tâm tại Castro Soriano. Ông đột nhiên mất ý thức, bất động, mộng tinh rồi sau đó qua đời. Nhiều người cho rằng ông bị đầu độc. |
| 189       | 22 tháng 2 năm 1281 - 28 tháng 3 năm 1285   | lớn                       | MARTINUS IV Giáo hoàng Máctinô IV         | Simon de Brion             | Touraine, Pháp     | Sau khi ăn bữa trưa bình thường với các tuyên úy của mình, ông bất ngờ đổ bệnh và qua đời sau đó. Nhiều người cho rằng ông bị đầu độc. |
| 190       | 2 tháng 4 năm 1285 - 3 tháng 4 năm 1287     | lớn                       | HONORIUS IV Giáo hoàng Hônôriô IV         | Giacomo Savelli            | Roma, Ý            | Ông là Giáo hoàng cuối cùng đã từng kết hôn trước khi truyền chức. Giáo Hội dưới thời ông tương đối bình yên. |
| 191       | 22 tháng 2 năm 1288 - 4 tháng 4 năm 1292    | lớn                       | NICOLAUS IV Giáo hoàng Nicôla IV          | Girolamo Masci             | Ascoli Piceno, Ý   | Ông là người đầu tiên xuất thân từ dòng Phanxicô được bầu làm Giáo hoàng. Nicholas IV đã ban hành một hiến pháp quan trọng. Hiến pháp này cấp cho các Hồng y một nửa tổng thu nhập tích lũy được của Tòa thánh và một phần trong việc quản lý tài chính. Trong thế kỷ sau, việc này sẽ gây bất lợi cho Giáo hoàng. |
| Trống tòa | 5 tháng 4 năm 1292 - 4 tháng 7 năm 1294     |                           |                                           |                            |                    | Không có Giáo hoàng nào được bầu trong khoảng thời gian này do có sự bất đồng trong việc bỏ phiếu. |
| 192       | 5 tháng 7 năm 1294 - 13 tháng 12 năm 1294   | lớn                       | COELESTINUS V Thánh Cêlestinô V           | Pietro da Morrone          | Campobasso,Ý       | Ông là một trong những Giáo hoàng tự nguyện từ chức. Trong hơn 700 năm sau, không một Giáo hoàng nào từ chức (Benedict XVI). Nhiều người cho rằng ông bị Boniface VIII đầu độc trong tù. |
| 193       | 24 tháng 12 năm 1294 - 11 tháng 10 năm 1303 | Giáo hoàng Bônifaciô VIII | BONIFACIUS VIII Giáo hoàng Bônifaciô VIII | Benedetto Caetani          | Anagni, Ý          | Ông khai mạc Năm Thánh năm 1300. Ban hành Unam Sanctam (1302) tuyên bố về quyền tối cao của Giáo hoàng và đẩy nó đến tột đỉnh trong lịch sử. |

### Lên ngôi trong thế kỉ 14 (từ năm 1301 đến năm 1400)
| STT | Thời gian                                  | Ảnh | Tông hiệu Latinh • Việt                | Tên thật                 | Nơi sinh         | Đặc điểm nổi bật |
| --- | ------------------------------------------ | --- | -------------------------------------- | ------------------------ | ---------------- | --- |
| 194 | 22 tháng 10 năm 1303 - 7 tháng 7 năm 1304  | lớn | BENEDICTUS XI Giáo hoàng Biển Đức XI   | Niccola Boccasini        |                  | Ông triệu tập Công đồng Vienne từ 1311 đến 1312. Ông đã ở cùng với Giáo hoàng Boniface VIII khi Boniface bị quân Pháp tấn công tại Anagni. Ông được Giáo hoàng Clement phong chân phước, mừng lễ ngày 7 tháng 7.                                                                                   |
| 195 | 5 tháng 6 năm 1305 - 20 tháng 4 năm 1314   | lớn | CLEMENS V Giáo hoàng Clêmentê V        | Bertrand de Got          | Bordeaux, Pháp   | Thời kỳ Giáo hoàng ở Avignon bắt đầu. Vào thứ Sáu ngày 13 tháng 10 năm 1307, hàng trăm Hiệp sĩ Dòng Đền đã bị bắt tại Pháp. Ngay từ ngày Clement V đăng quang, nhà vua đã buộc tội các Hiệp sĩ về tội cho vay nặng lãi, lạm phát tín dụng, gian lận, dị giáo , thống trị, vô đạo đức, và lạm dụng. |
| 196 | 7 tháng 8 năm 1316 - 4 tháng 12 năm 1334   | lớn | IOANNES XXII Giáo hoàng Gioan XXII     | Jacques d'Euse           | Cahors, Pháp     | Gioan XXII đã lên án nhiều bài viết của Meister Eckhart là dị giáo trong cuốn sách in Agro Dominico của Giáo hoàng. |
| 197 | 20 tháng 12 năm 1334 - 25 tháng 4 năm 1342 | lớn | BENEDICTUS XII Giáo hoàng Biển Đức XII | Jacques Fournier         | Saverdun, Pháp   | Ông đã dành phần lớn thời gian của mình để nghiên cứu các câu hỏi về thần học. Ông cũng bác bỏ nhiều ý kiến của Đức Gioan XXII. |
| 198 | 7 tháng 5 năm 1342 - 6 tháng 12 năm 1352   | lớn | CLEMENS VI Giáo hoàng Clêmentê VI      | Pierre Roger             | Limoges, Pháp    | Clement VI lên ngôi Giáo hoàng khi Cái chết đen lần đầu tiên tấn công châu Âu năm 1347. Cho là đã giết chết từ một phần ba đến hai phần ba dân số châu Âu. Clement cho rằng bệnh dịch là do cơn thịnh nộ của Chúa. Mặc dù xung quanh có rất nhiều người nhiễm bệnh nhưng ông chưa bao giờ bị.      |
| 199 | 18 tháng 12 năm 1352 - 12 tháng 9 năm 1362 | lớn | INNOCENTIUS VI Giáo hoàng Innôcentê VI | Étienne Aubert           | Braisamont, Pháp | Ông đã đưa ra nhiều cải cách cần thiết trong việc quản lý các công việc của Giáo hội. |
| 200 | 28 tháng 9 năm 1362 - 19 tháng 12 năm 1370 | lớn | URBANUS V Giáo hoàng Urbanô V          | Guillaume de Grimoard    | Languedoc, Pháp  | Ngay cả sau khi được bầu làm Giáo hoàng, ông vẫn tiếp tục tuân theo Luật dòng Biển Đức. Sống giản dị và khiêm tốn. Những thói quen của ông không phải lúc nào cũng khiến ông được ủng hộ, những người đã quen với cuộc sống sung túc.                                                              |
| 201 | 30 tháng 12 năm 1370 - 26 tháng 3 năm 1378 | lớn | GREGORIUS XI Giáo hoàng Grêgôriô XI    | Pierre Roger de Beaufort | Limoges, Pháp    | Thời kỳ Giáo hoàng ở Avignon chấm dứt. Ông là vị Giáo hoàng gần nhất được ghi nhận. |
| 202 | 8 tháng 4 năm 1378 - 15 tháng 10 năm 1389  | lớn | URBANUS VI Giáo hoàng Urbanô VI        | Bartolomeo Prignano      | Napoli, Ý        | Ly giáo Tây phương. Ông đã rơi khỏi con la khi đang cưỡi, qua đời không lâu sau đó. Có thể do vết thương hoặc bị đầu độc. |
| 203 | 2 tháng 11 năm 1389 - 1 tháng 10 năm 1404  | lớn | BONIFACIUS IX Giáo hoàng Bônifaciô IX  | Pietro Tomacelli         | Napoli, Ý        | Ly giáo Tây phương. Trong thời kỳ trị vì của mình, Boniface IX cuối cùng đã dập tắt nền độc lập rắc rối của công xã Rome và thiết lập quyền kiểm soát. |

### Lên ngôi trong thế kỉ 15 (từ năm 1401 đến năm 1500)
| STT | Thời gian                                  | Ảnh | Tên Latinh • Việt                          | Tên thật                  | Nơi sinh              | Ghi chú |
| --- | ------------------------------------------ | --- | ------------------------------------------ | ------------------------- | --------------------- | --- |
| 204 | 17 tháng 10 năm 1404 - 6 tháng 11 năm 1406 | lớn | INNOCENTIUS VII Giáo hoàng Innôcentê VII   | Cosimo Gentile Migliorati | Sulmona, Ý            | Ly giáo Tây phương. Mặc dù có ý định tốt, ông đã không thể chấm dứt được cuộc ly giáo. Do tình hình rối ren ở Rome và sự không tin tưởng của ông vào Benedict XIII, cùng vua Ladislaus của Naples . |
| 205 | 30 tháng 11 năm 1406 - 4 tháng 7 năm 1415  | lớn | GREGORIUS XII Giáo hoàng Grêgôriô XII      | Angelo Correr             | Venezia, Ý            | Ly giáo Tây phương. Buộc thoái ngôi khi Công đồng Constance được triệu tập bởi Giáo hoàng đối lập Gioan XXIII. |
| 206 | 11 tháng 11 năm 1417 - 20 tháng 2 năm 1431 | lớn | MARTINUS V Giáo hoàng Máctinô V            | Oddone Colonna            | Roma, Ý               | Triệu tập Công đồng Basel năm 1431. Việc ông lên ngôi đã chấm dứt Ly giáo Tây phương. Ông qua đời vì đột quỵ và an táng tại Tổng lãnh vương cung thánh đường Thánh Gioan Latêranô. |
| 207 | 3 tháng 3 năm 1431 - 23 tháng 2 năm 1447   | lớn | EUGENIUS IV Giáo hoàng Êugêniô IV          | Gabriele Condulmer        | Venezia, Ý            | Ông là cháu của Gregory XII. Triều đại của ông được đánh giá là sóng gió và bất hạnh. Ông đã thánh hóa Nhà thờ Florence. |
| 208 | 6 tháng 3 năm 1447 - 24 tháng 3 năm 1455   | lớn | NICOLAUS V Giáo hoàng Nicôla V             | Tommaso Parentucelli      | Sarzana, Ý            | Triều đại của ông nổi tiếng với sự sụp đổ của Constantinople vào tay người Ottoman. Ông cũng đề nghị một cuộc Thập tự chinh nhưng nó chưa bao giờ được thực hiện. |
| 209 | 8 tháng 4 năm 1455 - 6 tháng 8 năm 1458    | lớn | CALLIXTUS III Giáo hoàng Calixtô III       | Alonso de Borgia          | Valencia, Tây Ban Nha | Giáo hoàng người Tây Ban Nha đầu tiên. Ông cũng đã xét xử lại cho Jeanne d'Arc và minh oan cho cô. Trong di chúc, ông đã để lại 5000 ducati để xây bệnh viện. |
| 210 | 19 tháng 8 năm 1458 - 15 tháng 8 năm 1464  | lớn | PIUS II Giáo hoàng Piô II                  | Enea Silvio Piccolomini   | Siena, Ý              | Ông đã lên án mạnh mẽ chế độ nô lệ, cũng như việc buôn bán. Ông có những cuốn tự truyện nổi tiếng vào thời đó. |
| 211 | 30 tháng 8 năm 1464 - 26 tháng 7 năm 1471  | lớn | PAULUS II Giáo hoàng Phaolô II             | Pietro Barbo              | Venezia, Ý            | Ông là cháu của Eugenius IV. Ông được bầu ngay trong lần bỏ phiếu đầu tiên của Mật nghị, với 14 trên 19 phiếu. |
| 212 | 9 tháng 8 năm 1471 - 12 tháng 8 năm 1484   | lớn | XYSTUS IV Giáo hoàng Xíttô IV              | Francesco della Rovere    | Celle Ligure, Ý       | Ông xuất thân từ dòng Franciscan. Ông cũng đã thuê Michelangelo để vẽ trần Nhà nguyện Sistina - một kiệt tác với 5000 scudi (Michelangelo chỉ tốn 25 scudi để mua họa cụ). |
| 213 | 29 tháng 8 năm 1484 - 25 tháng 7 năm 1492  | lớn | INNOCENTIUS VIII Giáo hoàng Innôcentê VIII | Giovanni Battista Cybo    | Genova, Ý             | Ông có hai đứa con ngoài giả thú trước khi được vào hàng Giáo phẩm. Ông đã phonh thánh cho Catherine và Leopold III. |
| 214 | 11 tháng 8 năm 1492 - 18 tháng 8 năm 1503  | lớn | ALEXANDER VI Giáo hoàng Alexanđê VI        | Rodrigo de Lanzòl-Borgia  | Valencia, Tây Ban Nha | Là cháu của Callixtus III. Dưới triều ông nhiều cuộc vui chơi được tổ chức ngay tại giáo triều. Trước khi trở thành Giáo hoàng, Alexander VI đã có rất nhiều mối tình cùng những đứa con ngoài giá thú và cả hợp phát (một trong số đó đã trở thành Giáo hoàng sau này). Đời tư của Giáo hoàng Alexander VI đã phản bội "lời nguyện độc thân" (vœu de célibat) cũng như "lời nguyện trinh bạch" (vœu de chasteté). Ông sống như một nhà chính trị mưu mô, mua bán quyền lực, tìm cách làm giàu. Mặt khác, ông cũng là người mang lại phần nào trật tự ở Rôma.Thuở ông mới lên ngôi đã được sự ủng hộ của dân chúng và Giáo hội, cha con ông cũng là những người che chở và nâng đỡ văn nghệ sĩ.[5] |

### Lên ngôi trong thế kỉ 16 (từ năm 1501 đến năm 1600)
| STT | Thời gian                                   | Ảnh         | Tên Latinh • Việt                       | Tên thật                               | Nơi sinh              | Đặc điểm nổi bật |
| --- | ------------------------------------------- | ----------- | --------------------------------------- | -------------------------------------- | --------------------- | --- |
| 215 | 22 tháng 9 năm 1503 - 18 tháng 10 năm 1503  | Pius III    | PIUS III Giáo hoàng Piô III             | Francesco Todeschini Piccolomini       | Siena, Ý              | Cháu của Giáo hoàng Piô II. Vì sức khoẻ yếu ông đã từ chối nhưng Hồng y đoàn vẫn nhất quyết chọn ông. Ông chỉ chấp nhận kết quả bầu cử sau nhiều lần được thuyết phục. Sau khi được bầu, ông tuyên bố muốn làm một vị Giáo hoàng của hòa bình. Ông ước mong canh tân tổng quát Giáo hội và bình định toàn bộ Tây phương nhưng ông đã qua đời khi triều đại của ông chỉ kéo dài 10 ngày.             |
| 216 | 31 tháng 10 năm 1503 - 21 tháng 2 năm 1513  | lớn         | IULIUS II Giáo hoàng Giuliô II          | Giuliano della Rovere                  | Albisola Superiore, Ý | Cháu của Sixtus IV. Triệu tập Công đồng Lateran thứ năm năm 1512. Ông là người xây dựng Đền Thánh Phêrô ở Rôma và thuê Bernini, Raphael, và Michaelangelo làm những tác phẩm điêu khắc, hội họa, kiến trúc cho thánh đường. Ông khai mạc Công đồng Chung XVIII để canh tân, lên án các lạm dụng và đề ra các dự án cải tổ trong Giáo hội.                                                           |
| 217 | 9 tháng 3 năm 1513 - 1 tháng 12 năm 1521    | lớn         | LEO X Giáo hoàng Lêô X                  | Giovanni di Lorenzo de' Medici         | Firenze, Ý            | Dới thời của ông, việc xây dựng Vương cung thánh đường Thánh Phêrô có rất nhiều tiến triển. Những họa sĩ, nhà điêu khắc nổi tiếng như Raffaello đã tham gia vào việc trang trí. |
| 218 | 9 tháng 1 năm 1522 - 14 tháng 9 năm 1523    | lớn         | HADRIANUS VI Giáo hoàng Ađrianô VI      | Adrian Florensz Dedal                  | Utrecht, Hà Lan       | Ông là Giáo hoàng người Hà Lan đầu tiên. Ông từ chối thỏa hiệp với chủ nghĩa Luther về mặt thần học, yêu cầu kết án Luther là một kẻ dị giáo. Tuy nhiên, ông được ghi nhận là đã cố gắng cải cách chính quyền Giáo hội Công giáo để phản ứng với cuộc Cải cách Tin lành. |
| 219 | 26 tháng 11 năm 1523 - 25 tháng 9 năm 1534  | lớn         | CLEMENS VII Giáo hoàng Clêmentê VII     | Giulio di Giuliano di Piero de' Medici | Firenze, Ý            | Triều đại của ông đã xảy ra nhiều cuộc đấu tranh chính trị, quân sự và tôn giáo kéo dài. Để lại những hậu quả dài lâu. |
| 220 | 13 tháng 10 năm 1534 - 10 tháng 11 năm 1549 | lớn         | PAULUS III Giáo hoàng Phaolô III        | Alessandro Farnese                     | Rôma, Ý               | Ông khai mạc Công đồng Trent 1545 để giải quyết về Cải cách Tin Lành và những vấn đề lúc bấy giờ. |
| 221 | 7 tháng 2 năm 1550 - 23 tháng 3 năm 1555    | lớn         | IULIUS III Giáo hoàng Giuliô III        | Giovanni Maria Ciocchi del Monte       | Roma, Ý               | Ông miễn cưỡng giải quyết các vấn đề, thời gian còn lại chủ yếu dành để sống sung sướng cho bản thân. |
| 222 | 9 tháng 4 năm 1555 - 1 tháng 5 năm 1555     | lớn         | MARCELLUS II Giáo hoàng Marcellô II     | Marcello Cervini                       | Montefano, Ý          | Ông là Giáo hoàng gần đây nhất sử dụng tên khai sinh khi lên ngôi. Triều đại của ông chỉ kéo dài 22 ngày. |
| 223 | 23 tháng 5 năm 1555 - 18 tháng 8 năm 1559   | lớn         | PAULUS IV Giáo hoàng Phaolô IV          | Giovanni Pietro Carafa                 | Naples, Ý             | Ông khiến người dân ở Anh tức giận khi khăng khăng đòi bồi thường tài sản bị tịch thu trong quá trình giải thể, bác bỏ việc yêu cầu đội Vương miện cho Elizabeth I của Anh. |
| 224 | 25 tháng 12 năm 1559 - 9 tháng 12 năm 1565  | lớn         | PIUS IV Giáo hoàng Piô IV               | Giovanni Angelo Medici                 | Milano, Ý             | Mở lại Công đồng Trent năm 1562, bế mạc vào năm 1563. Với tư cách là Giáo hoàng, Đức Piô IV đã khởi xưng một số dự án xây dựng ở Rome, trong đó có một dự án để cải thiện nguồn cung cấp nước. |
| 225 | 7 tháng 1 năm 1566 - 1 tháng 5 năm 1572     | lớn         | PIUS V Thánh Piô V                      | Michele Ghislieri                      | Piemonte, Ý           | Ông nổi tiếng về việc đánh bại quân Ottoman trong trận Lepanto. Ông qua đời vì bị sỏi bàng. Giáo Hoàng Pius V đã phong thánh cho ông, mừng lễ ngày 30 tháng 4. |
| 226 | 13 tháng 5 năm 1572 - 10 tháng 4 năm 1585   | lớn         | GREGORIUS XIII Giáo hoàng Grêgôriô XIII | Ugo Boncompagni                        | Bologna, Ý            | Ông nổi tiếng về việc cải cách lịch Julian sang lịch Gregorian năm 1582. Sau này trên thế giới mọi người đều dùng lịch này. |
| 227 | 24 tháng 4 năm 1585 - 27 tháng 8 năm 1590   | Sixtus V    | XYSTUS V Giáo hoàng Xíttô V             | Felice Peretti                         | Montalto, Ý           | Với tư cách là Giáo hoàng, ông cố gắng loại bỏ nạn tham nhũng và vô luật pháp trên khắp Rome. Chính sách đối ngoại của ông bị coi là quá khó khăn. Ông đã đày đọa cả Nữ hoàng Elizabeth I của Anh và Vua Henry IV của Pháp. Ông được xem là một nhân vật quan trọng của Phong trào Phản cải cách |
| 228 | 15 tháng 9 năm 1590 - 27 tháng 9 năm 1590   | Urban VII   | URBANUS VII Giáo hoàng Urbanô VII       | Giovanni Battista Castagna             | Roma, Ý               | Ông đã ra lệnh cấm hút thuốc nơi công cộng. Ông đe dọa sẽ đày đọa bất cứ ai "hút thuốc ở hiên hoặc bên trong nhà thờ, cho dù đó là nhai, hút bằng tẩu hay ngửi nó ở dạng bột qua mũi". Ông được biết làm rất nhiều việc thiện, trợ cấp cho các thợ làm bánh để họ có thể bán bánh mì với giá rẻ hơn, hạn chế chi tiêu cho các mặt hàng xa xỉ trong Giáo hội. Tuy vậy ông chỉ trị vì 12 ngày.        |
| 229 | 5 tháng 12 năm 1590 - 16 tháng 10 năm 1591  | Gregory XIV | GREGORIUS XIV Giáo hoàng Grêgôriô XIV   | Niccolò Sfondrati                      | Cremona, Ý            | Ông được biết đến là có lối sống khiêm tốn và nghiêm khắc. Ông đã điều một đội quân cho cuộc xâm lược Pháp, cử cháu trai của ông là Ercole Sfondrati đến Pháp chỉ huy. Ông cũng gửi một khoản trợ cấp hàng tháng 15.000 scudi đến Paris để củng cố Liên đoàn Công giáo. |
| 230 | 29 tháng 10 năm 1591 - 30 tháng 12 năm 1591 | lớn         | INNOCENTIUS IX Giáo hoàng Innôcentê IX  | Giovanni Antonio Facchinetti           | Bologna, Ý            | Trước khi làm Giáo hoàng trong thời gian ngắn ngủi, ông từng là luật sư giáo luật, nhà ngoại giao và người quản lí chính trong triều đại của Giáo hoàng Gregory XIV. Ông cảm sau khi hành hương đến 7 nhà thờ của Rome. Điều này đã khiến ông ho và sốt nặng, qua đời sau đó. |
| 231 | 30 tháng 1 năm 1592 - 3 tháng 3 năm 1605    | lớn         | CLEMENS VIII Giáo hoàng Clêmentê VIII   | Ippolito Aldobrandini                  | Florence, Ý           | Ông đã thực hiện việc hòa giải Henry IV, thiết lập một liên minh các quốc gia Cơ đốc giáo để chống lại Đế chế Ottoman. Nhiều người cho rằng cà phê được phổ biến là nhờ ông. Khi được các cố vấn đề nghị cấm cà phê, ông đã thử nếm và thốt lên: "Tại sao thức uống của quỷ Satan này lại ngon đến mức sẽ thật tiếc nếu để những kẻ ngoại đạo độc quyền sử dụng nó?" tuy vậy không chắc nó là thật. |

### Lên ngôi trong thế kỉ 17 (từ năm 1601 đến năm 1700)
| STT | Thời gian                                  | Ảnh | Tông hiệu Latinh • Việt                  | Tên thật                        | Nơi sinh      | Đặc điểm nổi bật |
| --- | ------------------------------------------ | --- | ---------------------------------------- | ------------------------------- | ------------- | --- |
| 232 | 1 tháng 4 năm 1605 - 27 tháng 4 năm 1605   | lớn | LEO XI Giáo hoàng Lêô XI                 | Alessandro Ottaviano de' Medici | Firenze, Ý    | Ông sống cuộc đời khổ hạnh, bình dân và quảng đại với mọi người. Ông bị bệnh và qua đời đang khi tiến hành xây dựng nhà thờ chính toà giáo phận (đền thờ Thánh Joannes Lateranus). Ông có biệt danh là Papa Lampo ("giáo hoàng tia chớp") vì thời gian tại chức Giáo hoàng quá ngắn. |
| 233 | 16 tháng 5 năm 1605 - 28 tháng 1 năm 1621  | lớn | PAULUS V Giáo hoàng Phaolô V             | Camillo Borghese                | Roma, Ý       | Ông vận động các quốc gia văn minh can thiệp và ngăn chặn việc bách hại Kitô hữu ở Nhật Bản và Trung Hoa, đồng thời khuyến khích khoa Thiên văn học. Phaolô V còn nổi tiếng vì đã hoàn thành Vương cung thánh đường thánh Phêrô ở Rôma. |
| 234 | 9 tháng 2 năm 1621 - 8 tháng 7 năm 1623    | lớn | GREGORIUS XV Giáo hoàng Grêgôriô XV      | Alessandro Ludovisi             | Bologna,Ý     | Trong thời nhiệm ngắn ngủi, ông khích lệ dân Ireland và quan tâm đến việc phục hồi Công giáo ở Pháp. Ông chú trọng đặc biệt việc truyền giáo và thiết lập Thánh Bộ Truyền giáo để hỗ trợ việc đó. |
| 235 | 6 tháng 8 năm 1623 - 29 tháng 7 năm 1644   | lớn | URBANUS VIII Giáo hoàng Urbanô VIII      | Maffeo Barberini                | Firenze, Ý    | Ông thực hiện công việc soạn sách Nghi Thức Giáo hoàng, các Giờ Kinh Phụng Vụ. Trong triều đại ngài, Galileo Galilei đã bị kết án quản thúc vì xúc phạm và đá xéo (khác với nhiều người nghĩ, Galilei thật ra đã nhận được sự giúp đỡ rất lớn từ Giáo hội, thậm chí sẽ viết lại Kinh Thánh nếu ông chứng minh được. Tuy vậy thay vì chứng minh, ông viết sách đá xéo và xúc phạm những người đã từng giúp đỡ ông khi họ bất đồng quan điểm).              |
| 236 | 15 tháng 9 năm 1644 - 7 tháng 1 năm 1655   | lớn | INNOCENTIUS X Giáo hoàng Innôcentê X     | Giovanni Battista Pamphilj      | Roma,Ý        | Ông không chịu ký hiệp ước Westphalia, vì rất nhiều thành phố bị đặt dưới quyền của những người Kháng Cách. Ông đã lên án 5 mệnh đề rút ra từ quyển Augustinus của Jansenius. Ông truy tố Antonio và Francesco barberini, vì những tham ô tài chính của họ. Những người này trốn sang Pháp. Ông viết thư cho Nga Hoàng Alexei, yêu cầu giải phóng cho giới nông nô trong nước. Ông cho xúc tiến công việc nghiên cứu những lập luận về lễ nghi Trung Hoa. |
| 237 | 7 tháng 4 năm 1655 - 22 tháng 5 năm 1667   | lớn | ALEXANDER VII Giáo hoàng Alexanđê VII    | Fabio Chigi                     | Toscana,Ý     | Ông cố gắng bằng mọi cách dùng quyền lực, để ngăn chặn sự bành trướng của giáo thuyết Tin Lành, nhất là ở Ý và Anh. Ông quyết định trang hoàng quảng trường Đền thờ Thánh Phêrô bằng hàng cột Bernini và 2 đài phun nước. Giáo hoàng Alexander VII cũng là một người ham thích nghệ thuật, văn chương. |
| 238 | 20 tháng 6 năm 1667 - 9 tháng 12 năm 1669  | lớn | CLEMENS IX Giáo hoàng Clêmentê IX        | Giulio Rospigliosi              | Pistoia, Ý    | Ông là người trung gian hoà giải giữa các nước Pháp, Tây Ban Nha, Anh và Hà Lan nhằm đem lại hoà bình cho vùng Aquisgrana. Hàng Cột Bernini của Đền thờ Thánh Phêrô (284 cột) được trang trí với 140 tượng thánh. |
| 239 | 29 tháng 4 năm 1670 - 22 tháng 7 năm 1676  | lớn | CLEMENS X Giáo hoàng Clêmentê X          | Emilio Altieri                  | Roma, Ý       | Ông can thiệp vào việc bầu chọn vua Ba Lan. Ông rất được yêu kính vì có lòng xác tín và vì chiến thắng quân Thổ Nhĩ Kỳ trong trận Chaezim. |
| 240 | 21 tháng 9 năm 1676 - 12 tháng 8 năm 1689  | lớn | INNOCENTIUS XI Giáo hoàng Innôcentê XI   | Benedetto Odescalchi            | Milan,Ý       | Ông huỷ bỏ quyền bất khả xâm phạm về mặt pháp lý và thói gia đình trị. Để chống lại quân Thổ Nhĩ Kỳ, ông cầu viện vua Ba Lan, John Sobiesky, đã từng đánh thắng quân Thổ ở Vienne. Ông lập lễ kính Đức Mẹ Maria. |
| 241 | 6 tháng 10 năm 1689 - 1 tháng 2 năm 1691   | lớn | ALEXANDER VIII Giáo hoàng Alexanđê VIII  | Pietro Vito Ottoboni            | Venice, Ý     | Ông giúp vua Ba Lan và dân Venice chống lại quân Thổ Nhĩ Kỳ. Với lòng trắc ẩn, ông đã tìm cách giảm thuế cho những người nghèo. Vì thế nên ông đã bị một số kẻ ghen ghét. |
| 242 | 12 tháng 7 năm 1691 - 27 tháng 9 năm 1700  | lớn | INNOCENTIUS XII Giáo hoàng Innôcentê XII | Antonio Pignatelli              | Spinazzola, Ý | Ông quy định các linh mục phải mặc áo chùng hằng ngày và tĩnh tâm theo định kỳ. Ông cũng rất minh bạch, luôn ban các Tông sắc công khai để đảm bảo. Ông cũng không cho những người thân chức vụ, trừ khi họ thật sự xứng đáng. |
| 243 | 23 tháng 11 năm 1700 - 19 tháng 3 năm 1721 | lớn | CLEMENS XI Giáo hoàng Clêmentê XI        | Giovanni Francesco Albani       | Urbino, Ý     | Ông không chấp nhận Công giáo theo nghi lễ Trung Hoa. Ông làm cho lễ Maria vô nhiễm nguyên tội trở thành một lễ buộc và phong thánh cho Giáo hoàng Piô V cùng những vị khác. Ông còn làm phong phú thêm cho thư viện Vatican bằng cách quyết định đưa thêm 50 bức tượng vào số tượng thánh trên quảng trường Thánh Phêrô. Ông là người đầu tiên đưa ra luật cấm bất kỳ ai đem bất kỳ tác phẩm nghệ thuật nào ra khỏi Rôma.                                |

### Lên ngôi trong thế kỉ 18 (từ năm 1701 đến năm 1800)
| STT | Thời gian                                 | Ảnh            | Tên Latinh • Việt                          | Tên thật                             | Nơi sinh                    | Đặc điểm nổi bật |
| --- | ----------------------------------------- | -------------- | ------------------------------------------ | ------------------------------------ | --------------------------- | --- |
| 244 | 8 tháng 5 năm 1721 - 7 tháng 3 năm 1724   | Innocient XIII | INNOCENTIUS XIII Giáo hoàng Innôcentê XIII | Michelangelo de 'Conti               | Rôma, Ý                     | Ông mạnh mẽ can thiệp, giúp đỡ vào Giáo hội Tây Ban Nha. Ông gửi 100.000 triều thiên cho các hiệp sĩ Malta, để khích lệ tinh thần, giúp họ chiến đấu chống quân Thổ Nhĩ Kỳ. Ông phản kháng việc hoàng đế Charles VI xâm chiếm các đất quận công Parme và Plaisance, lãnh thổ dưới quyền bá chủ của giáo hoàng. Ông đương đầu với người Pháp và từ chối rút lại sắc chỉ Unigenitus. |
| 245 | 29 tháng 5 năm 1724 - 21 tháng 2 năm 1730 | Benedict XIII  | BENEDICTUS XIII Giáo hoàng Biển Đức XIII   | Pierfrancesco Orsini                 | Gravina di Pugli, Ý         | Năm 1725, ông khánh thành công trình Trinità dei Monti tuyệt vời ở Roma. Ông tuyên phong cho Thánh Louis Gonzaga và Thánh Stanislaus, bổn mạng nước Ba Lan. |
| 246 | 12 tháng 7 năm 1730 - 6 tháng 2 năm 1740  | lớn            | CLEMENS XII Giáo hoàng Clêmentê XII        | Lorenzo Corsini                      | Firenze, Ý                  | Ông tránh can thiệp vào các cuộc chiến khác nhau nổ ra trong thời kỳ đó. Ông bãi bỏ luật cấm chơi xổ số và phạt vạ tuyệt thông những ai có liên hệ với hội Tam Điểm. |
| 247 | 17 tháng 8 năm 1740 - 3 tháng 5 năm 1758  | lớn            | BENEDICTUS XIV Giáo hoàng Biển Đức XIV     | Prospero Lorenzo Lambertini          | Bologna, Ý                  | Cùng với Thánh Leonard, ông truyền bá lòng sùng mộ "Đường Thánh Giá". Ông tiếp nhận công trình chân dung các giáo hoàng trong Đền thờ Thánh Phaolô ngoại thành ở Roma (là bộ hình được sử dụng trong bài này). |
| 248 | 6 tháng 7 năm 1758 - 2 tháng 2 năm 1769   | lớn            | CLEMENS XIII Giáo hoàng Clêmentê XIII      | Carlo della Torre Rezzonico          | Venezia, Ý                  | Ông phải đối phó với những vấn đề do chủ nghĩa duy lý tạo ra. Được đánh giá là hiền lành và ngay thẳng, tuy vậy ông cũng đã mắc sai lầm. Nổi tiếng nhất với việc đã cho dựng rất nhiều tác phẩm điêu khắc khỏa thân cổ điển, sau này chúng đã được thêm lá vả che hàng loạt. |
| 249 | 19 tháng 5 năm 1769 - 22 tháng 9 năm 1774 | lớn            | CLEMENS XVI Giáo hoàng Clêmentê XIV        | Giovanni Vincenzo Antonio Ganganelli | Santarcangelo di Romagna, Ý | Ông cố gắng canh tân những mối quan hệ bình thường với triều đình các nước Công giáo. Ông sáng lập Bảo tàng Clementine. Sửa đổi những quy tắc cho Kinh sĩ hội Sixtine. |
| 250 | 15 tháng 2 năm 1775 - 29 tháng 8 năm 1799 | Pius VI        | PIUS VI Giáo hoàng Piô VI                  | Giovanni Angelo Braschi              | Cesena, Ý                   | Ông lên án cách mạng Pháp. Sau đó Hoàng đế Napoléon đã đánh chiếm Roma và bắt giữ Giáo hoàng, trục xuất ông cho đến khi qua đời. |
| 251 | 14 tháng 3 năm 1800 - 20 tháng 8 năm 1823 | lớn            | PIUS VII Giáo hoàng Piô VII                | Barnaba Chiaramonti                  | Cesena, Ý                   | Để hoà hoãn với Napoléon, ông ký hiệp ước cải thiện vị trí của Giáo hội tại Pháp. Ông sáng tạo quốc kỳ Toà Thánh. |

### Lên ngôi trong thế kỉ 19 (từ năm 1801 đến năm 1900)
| STT | Thời gian                                 | Ảnh     | Tông hiệu Latinh • Việt               | Tên thật                                 | Nơi sinh   | Đặc điểm nổi bật |
| --- | ----------------------------------------- | ------- | ------------------------------------- | ---------------------------------------- | ---------- | --- |
| 252 | 28 tháng 9 năm 1823 - 10 tháng 2 năm 1829 | Leo XII | LEO XII Giáo hoàng Lêô XII            | Annibale Sermattei della Genga           | Spoleto, Ý | Ông tái phê chuẩn sự có mặt của dòng Tên và xoá sổ tác phẩm của Galileo khỏi danh mục sách cấm. Ông cử hành Năm Thánh thứ 20 (1825) và tái thiết đền thờ Thánh Phaolô đã bị hoả hoạn.                                                |
| 253 | 31 tháng 3 năm 1829 - 1 tháng 12 năm 1830 | lớn     | PIUS VIII Giáo hoàng Piô VIII         | Francesco Saverio Castiglioni            | Cingoli, Ý | Ông khởi xướng dịch vụ bưu chính của giáo triều Vatican và tăng cường hoạt động truyền giáo trên thế giới. |
| 254 | 2 tháng 2 năm 1831 - 1 tháng 6 năm 1846   | lớn     | GREGORIUS XVI Giáo hoàng Grêgôriô XVI | Bartolomeo Alberto Cappellari            | Belluno, Ý | Ông dựa vào quyền lực của khối Liên Minh Áo, Phổ, Nga để điều hành giáo triều. Ông rút ngắn số tuổi pháp định từ 25 xuống 21. Ông thành lập các viện Bảo Tàng Ai Cập và Etruscan.                                                    |
| 255 | 16 tháng 6 năm 1846 - 7 tháng 2 năm 1878  | lớn     | PIUS IX Giáo hoàng Piô IX             | Giovanni Maria Mastai-Ferretti           | Ancona, Ý  | Ông cử hành Năm Thánh thứ 21 (1875), nhưng không mở các Cửa Thánh và công bố Ơn Bất Khả Ngộ của Giáo hoàng. Ông trị vì lâu nhất nếu không kể Thánh Peter. Ông được Giáo hoàng John Paul II phong chân phước, mừng lễ ngày 7 tháng 2. |
| 256 | 20 tháng 2 năm 1878 - 20 tháng 7 năm 1903 | lớn     | LEO XIII Giáo hoàng Lêô XIII          | Gioacchino Vincenzo Raffaele Luigi Pecci | Lazio, Ý   | Ông là Giáo hoàng đầu tiên được góp mặt trong phim. Ông cử hành Năm Thánh thứ 22 (1900) và đền thờ Thánh Phêrô lần đầu tiên được chiếu sáng bằng các đèn điện.                                                                       |

### Lên ngôi trong thế kỉ 20 (từ năm 1901 đến năm 2000)
| STT | Thời gian                               | Ảnh                    | Tông hiệu Latinh • Việt                    | Tên thật                                       | Nơi sinh         | Đặc điểm nổi bật |
| --- | --------------------------------------- | ---------------------- | ------------------------------------------ | ---------------------------------------------- | ---------------- | --- |
| 257 | 4 tháng 8 năm 1903 20 tháng 8 năm 1914  | Thánh Pius X           | PIUS X Thánh Piô X                         | Giuseppe Melchiorre Sarto                      | Veneto, Ý        | Ông canh tân bộ Giáo luật, chăm lo những vấn đề xã hội và cố gắng ngăn cản cuộc Thế chiến I. Ông được tuyên phong hiển thánh ngày 29 tháng 5 năm 1954, mừng lễ ngày tháng 8. |
| 258 | 3 tháng 9 năm 1914 22 tháng 1 năm 1922  | Benedict XV            | BENEDICTUS XV Giáo hoàng Biển Đức XV       | Giacomo Della Chiesa                           | Genova, Ý        | Ông cố gắng xoa dịu những đau khổ do cuộc Thế chiến I gây nên và làm trung gian hoà giải các phe phái lâm chiến. Ông công bố bộ Giáo Luật mới (1917). |
| 259 | 6 tháng 2 năm 1922 10 tháng 2 năm 1939  | Pius XI                | PIUS XI Giáo hoàng Piô XI                  | Achille Ambrogio Damiano Ratti                 | Milano, Ý        | Ông lưu tâm đến Đông Phương. Ông tố cáo những việc làm quá đáng của các chủ nghĩa đương thời. Ông ký Hiệp ước Lateran với Ý để Vatican thành một quốc gia tự trị. |
| 260 | 2 tháng 3 năm 1939 9 tháng 10 năm 1958  | Pius XII               | PIUS XII Giáo hoàng Piô XII                | Eugenio Maria Giuseppe Giovanni Pacelli        | Roma, Ý          | Ông tích cực can thiệp để chấm dứt Thế chiến II. Vatican trở thành nơi trú ẩn cho nhiều người bị bách hại về chính trị hoặc chủng tộc. Ông viết nhiều thông điệp về Giáo hội, nghiên cứu Thánh Kinh, thần học, phụng vụ và công bố tín điều Đức Mẹ Hồn Xác Lên Trời (1950). |
| 261 | 28 tháng 10 năm 1958 3 tháng 6 năm 1963 | John XXIII             | IOANNES XXIII Thánh Gioan XXIII            | Angelo Giuseppe Roncalli                       | Bergamo, Ý       | Ông triệu tập Công đồng Chung XXI, quen gọi là Công đồng Vatican II (khai mạc 11 tháng 10 năm 1962). Ông được tuyên phong chân phước ngày 3 tháng 9 năm 2000. Ông được tuyên thánh vào ngày 27 tháng 4 năm 2014 bởi Giáo hoàng Phanxicô, mừng lễ ngày 11 tháng 10. |
| 262 | 21 tháng 6 năm 1963 6 tháng 8 năm 1978  | Paul VI                | PAULUS VI Thánh Phaolô VI                  | Giovanni Battista Enrico Antonio Maria Montini | Concesio, Ý      | Ông thực hiện các cuộc công du đến các nước để loan báo Tin Mừng Đức Kitô. Ông đã thiết lập tổ chức Thượng Hội đồng Giám mục để cùng chia sẻ trách nhiệm trong việc điều hành Giáo hội toàn cầu. Danh hiệu "Tôi tớ của Chúa" được ông dùng lần đầu tiên. |
| 263 | 26 tháng 8 năm 1978 28 tháng 9 năm 1978 | Giáo hoàng John Paul I | IOANNES PAULUS I Giáo hoàng Gioan Phaolô I | Albino Luciani                                 | Veneto, Ý        | Ông chọn Tông hiệu dựa vào tên của hai Giáo hoàng tiền nhiệm. Được coi là một vị Giáo hoàng của nụ cười. Là Giáo hoàng cuối cùng sử dụng sediamodatoria (một loại ghế đặc biệt, Giáo hoàng sẽ được nâng lên và rước đi bởi người. Các Giáo hoàng sau đó đã dùng popemobile, một loại xe đặc biệt) mặc dù ông đã từ chối dùng. Ông đột ngột qua đời 33 ngày sau khi lên ngôi. Có rất nhiều đồn đoán xoay quanh cái chết của ông. |
| 264 | 16 tháng 10 năm 1978 2 tháng 4 năm 2005 | John Paul II           | IOANNES PAULUS II Thánh Gioan Phaolô II    | Karol Józef Wojtyła                            | Wadowice, Ba Lan | Là Giáo hoàng người Ba Lan đầu tiên. Ông đã phong thánh nhiều nhất trong các Giáo hoàng, cũng là người bị ám sát hụt nhiều lần. Năm 1994, Đức Joannes Paulus II được Tạp chí Times bầu chọn là "Nhân vật trong năm". Ông được tuyên thánh vào ngày 27 tháng 4 năm 2014 bởi Giáo hoàng Phanxicô, mừng lễ ngày 22 tháng 10. |

## Thiên niên kỷ thứ ba (2001 - 3000)

### Lên ngôi trong thế kỉ 21 (từ năm 2001 đến nay)
| STT | Thời gian                                 | Ảnh          | Tông hiệu Latinh • Việt                | Tên thật                  | Nơi sinh Ngày sinh      | Đặc điểm nổi bật |
| --- | ----------------------------------------- | ------------ | -------------------------------------- | ------------------------- | ----------------------- | --- |
| 265 | 19 tháng 4 năm 2005 - 28 tháng 2 năm 2013 | Biển Đức XVI | BENEDICTUS XVI Giáo hoàng Biển Đức XVI | Joseph Aloisius Ratzinger | Bavaria, Đức            | Là giáo hoàng lớn tuổi nhất khi được bầu sau Clemens XII. Được coi là một người bảo thủ, nhưng Biển Đức XVI đã có một số bước đi được đánh giá là mềm dẻo và linh hoạt hơn Giáo hoàng tiền nhiệm. Ông là vị giáo hoàng đầu tiên từ chức trong vòng 700 năm trước đó. Cũng là Giáo hoàng đầu tiên bày tỏ "sự hổ thẹn" vì những vụ xâm hại và đã gặp các nạn nhân. Ông là Giáo hoàng đầu tiên mở tài khoản Twitter.                     |
| 266 | 13 tháng 3 năm 2013 - 21 tháng 4 năm 2025 |              | FRANCISCUS, S.J. Giáo hoàng Phanxicô   | Jorge Mario Bergoglio     | Buenos Aires, Argentina | Là người Mỹ La Tinh, Nam Mỹ, Argentina và tu sĩ Dòng Tên đầu tiên làm Giáo hoàng. Tạp chí Forbes xếp hạng Giáo hoàng Phanxicô ở vị trí thứ 4 trong số những nhân vật quyền lực nhất thế giới của năm 2013, và Tạp chí Time bình chọn ông là nhân vật của năm 2013. Phanxicô được đánh giá là người khiêm nhường, quan tâm đến người nghèo, và sẵn sàng đối thoại với các nhóm cộng đồng có tư tưởng, xuất thân và niềm tin khác nhau. |
| 267 | 8 tháng 5 năm 2025 - nay                  |              | LEO XIV, O.S.A. Giáo hoàng Lêô XIV     | Robert Francis Prevost    | Illinois, Hoa Kỳ        | Là công dân của Mỹ và Peru, người Bắc Mỹ đầu tiên và người châu Mỹ thứ hai được bầu làm Giáo hoàng. |